# Elecciones presidenciales de Venezuela de 2018
Las elecciones presidenciales de Venezuela para el período 2019-2025 se llevaron a cabo el domingo 20 de mayo de 2018. Originalmente, el Consejo Nacional Electoral había fijado la fecha de las elecciones para el 22 de abril a solicitud de la Asamblea Nacional Constituyente, sin embargo, el 1 de marzo de 2018, el Poder Electoral postergó los comicios para el 20 de mayo, de modo que coincidieran con la elección de los consejos legislativos estadales y de los consejos municipales, aunque la de estos últimos finalmente se aplazó.
Organismos internacionales como la Oficina del Alto Comisionado de las Naciones Unidas para los Derechos Humanos, la Unión Europea, la Organización de los Estados Americanos y otros países rechazaron la convocatoria por su falta de transparencia y de garantías electorales y afirmaron su no reconocimiento a los resultados. Sin embargo, otros países como Rusia, China, Turquía, Corea del Norte, Irán, Bolivia, Cuba, El Salvador y Nicaragua expresaron su apoyo a los comicios. Además, la contienda se ubicó con la abstención más alta en la historia de los comicios presidenciales desde la llegada de la democracia en 1958.
Posteriormente a principios de enero de 2019, cercano a la fecha de toma de posesión del candidato reelecto Nicolás Maduro, se emiten una cadena de comunicados donde se expresa su desconocimiento como presidente, incluyendo a la Organización de Estados Americanos, la Unión Europea y sus naciones integrantes. Internamente es desconocida la oposición, las bancadas opositoras de la Asamblea Nacional, la Conferencia Episcopal Venezolana, entre otros.

## Convocatoria
La Asamblea Nacional Constituyente por vía de decreto adelantó las elecciones para realizarlas antes del 29 de abril de 2018. El Consejo Nacional Electoral anunció que la fecha oficial para los comicios sería el 22 de abril de 2018. Un documento que firmó Avanzada Progresista, una fracción de COPEI y el MAS junto al PSUV el 1 de marzo acuerda aplazar las elecciones presidenciales hasta el 20 de mayo; el pacto también contempla la observación internacional de la Organización de Naciones Unidas en los comicios, elecciones parlamentarias a nivel estatal y local reconocimiento de resultados electorales, sin embargo el organismo internacional ha expresado que para efectuar dicha misión debe ser aprobada por la Asamblea General o el Consejo de Seguridad y no por su Secretario General Antonio Guterres como ha indicado reiteradas veces el mandatario venezolano Nicolás Maduro, y que hasta la fecha no ha surgido una iniciativa en el organismo para que se concrete. Smartmatic, la compañía de máquinas electorales que ha participado en la mayoría de las elecciones durante el chavismo cesó las operaciones en marzo, declarando que no podían garantizar la validez de los resultados electorales mediante sus máquinas. El 1 de marzo, en sesión extraordinaria, el Consejo Nacional Electoral, concedió una rueda de prensa, y ofreció un balance del cronograma electoral, donde anunció que la elecciones de los concejos municipales y estatales se realizarán junto con las presidenciales, es decir, el 20 de mayo, al igual que en los próximos dará detalles sobre la reprogramación de las actividades electorales.

## Candidaturas

### Candidatos oficiales
| Candidatos | Candidatos | Candidatos                 | Partido | Logo de campaña | Cargos públicos | Comentarios | Ref.                               |
| ---------- | ---------- | -------------------------- | ------- | --------------- | --- | --- | ---------------------------------- |
|            |            | Nicolás Maduro (55 años)   |         |                 | - Presidente de Venezuela (2013-2018) - Vicepresidente de Venezuela (2012-2013) - Ministro de Exterior (2006-2013) - Presidente de la Asamblea Nacional (2005-2006) - Constituyente (1999) | El 2 de febrero de 2018, fue proclamado candidato del PSUV por aclamación ante los delegados del partido. El 4 de febrero fue ratificado por los partidos del Gran Polo Patriótico como candidato único.                                                                                | [ 27 ] [ 28 ]                      |
|            |            | Henri Falcón (56 años)     |         |                 | - Gobernador del estado Lara (2008-2017) - Alcalde del Municipio Iribarren (2000-2008) - Constituyente (1999)                                                                              | Militar retirado y abogado. Secretario general de Avanzada Progresista. Fue ratificado como candidato por su partido el 22 de febrero. | [ 29 ] [ 30 ]                      |
|            |            | Javier Bertucci (48 años)  |         |                 | - Pastor Cristiano - Presidente Fundador de El Evangelio Cambia | Pastor cristiano. Fundador de la Iglesia Maranatha Venezuela y El Evangelio Cambia. Presidente del Partido Esperanza Por El Cambio. El 18 de febrero anuncia su candidatura a la presidencia y posteriormente el 28 de febrero registran ante el CNE la organización política EL CAMBIO | [ 32 ] [ 33 ] [ 34 ] [ 35 ] [ 36 ] |
|            | si marco   | Reinaldo Quijada (58 años) |         |                 | - Vocero principal del PSUV en el Cafetal (2008-2013) | Ingeniero en electrónica. Coordinador nacional del partido de raíces chavistas UPP89. Su partido anunció su candidatura el 21 de febrero. | [ 37 ]                             |

#### Nicolás Maduro
El 26 de enero de 2018, Nicolás Maduro inició su campaña en el Poliedro de Caracas, y publicó su logo, canción y lema de campaña «Todos con Maduro», y aclaró que está listo para la reelección y que tiene una "victoria asegurada". El 2 de febrero, el PSUV, representado en 500 delegados, lo juramentó como candidato.

#### Henri Falcón
El 27 de febrero Henri Falcón se proclamó candidato presidencial por el partido Avanzada Progresista, y rechazó el hecho de que la Mesa de la Unidad Democrática (MUD) no participara en los comicios; la MUD en respuesta a su postulación condenó tal acción y expulsó al dirigente junto a su organización política. Posteriormente en un comunicado Luis Romero, secretario general de AP, expresó: "no nos pueden expulsar de algo que desde hace mucho dejó de existir" haciendo referencia a la coalición opositora.

#### Javier Bertucci
La campaña electoral de Javier Bertucci de cara a las presidenciales del 20 de mayo empezó con un evento en Valencia, ciudad en la que ejerció su labor como pastor de la Iglesia Maranatha Venezuela en los últimos años. Miles de simpatizantes acudieron a mostrar su apoyo a un candidato nuevo en la política y que promete recuperar la depauperada economía venezolana en un año, y que afirma que Dios lo ha escogido para ser el próximo presidente de Venezuela.[cita requerida]

### Candidatos retirados
| Candidato | Candidato | Candidato                                            | Partido                            | Cargos públicos        | Comentarios | Fecha de retiro    | Referencia(s)                             |
| --------- | --------- | ---------------------------------------------------- | ---------------------------------- | ---------------------- | --- | ------------------ | ----------------------------------------- |
|           |           | Francisco Visconti Osorio (72 años) Militar retirado | Frente Amplio Nacional Bolivariano | - Constituyente (1999) | Militar retirado, una de las principales figuras en el segundo intento de golpe de Estado de Venezuela de 1992 contra el presidente Carlos Andrés Pérez en apoyo a Hugo Chávez. Oficializó su candidatura el 27 de febrero, no obstante el 6 de marzo la rectora del CNE Socorro Hernández no listó a Visconti como candidato, reduciendo de seis a cinco. | 6 de marzo de 2018 | [ 44 ] [ 45 ] [ 46 ] [ 47 ] [ 48 ] [ 49 ] |
|           |           | Luis Alejandro Ratti Rivero (39 años)                | Iniciativa propia                  |                        | Pastor evangélico y empresario, quien hasta 2016 fue la cara visible del Frente Bolivariano Hugo Chávez. Después de retirarse de la Comisión de Alto Nivel de Seguimiento a los Acuerdos de Garantías Electorales suscrito en marzo el 30 de abril, el 8 de mayo anunció su retiro de la contienda para apoyar a Henri Falcón.                             | 8 de mayo de 2018  | [ 50 ] [ 51 ] [ 52 ] [ 53 ]               |

### Candidatos no inscritos

#### Mesa de la Unidad Democrática
El 25 de enero de 2018 la Sala Constitucional del Tribunal Supremo de Justicia ordenó al CNE excluir a la Mesa de la Unidad Democrática (MUD) del proceso de validación de boletas electorales, imposibilitando la participación del tarjetón en las elecciones presidenciales y explicando que «su conformación obedece a la agrupación de diversas organizaciones políticas ya renovadas y otras pendientes de renovación que podrán participar en el proceso electoral de carácter nacional» y alegando que la permisión de la validación de la tarjeta unitaria de la MUD contradice «abiertamente (de) la prohibición de la doble militancia». Horas antes, Tania D' Amelio, una de las rectoras del CNE, declaró que la MUD no podía participar en el proceso por tener procedimientos judiciales abiertos en siete estados: Aragua, Apure, Bolívar, Carabobo, Monagas, Trujillo y Zulia. El mismo mes, los partidos principales de la MUD, Acción Democrática, Voluntad Popular y Avanzada Progresista, así como voceros de la misma, anunciaron que participarían en las presidenciales. Ese mismo mes, Juan Pablo Guanipa, Andrés Velásquez, Claudio Fermín, Henry Ramos Allup y Henri Falcón, anunciaron su candidatura convocando unas primarias dentro de la coalición.

En seis semanas podrían realizarse esas primarias, lo que no se va a producir es ningún mecanismo secreto y mágico de escogencia de candidato presidencial con un método distinto a las primarias
Ramos Allup

Luego, a finales del mismo mes, la ANC mediante un decreto, adelantó la presidenciales, previstas para diciembre de 2018. Los días posteriores, los pre candidatos pedían que se postergaran las elecciones según lo provisto en la constitución, además los dirigentes destacaron que para poder participar, el gobierno nacional debía asegurar garantías electorales, de no llegar a un acuerdo, la MUD descartaría ir a los comicios presidenciales. Finalmente, el 21 de febrero, los partidos de la coalición, exceptuando Avanzada Progresista, llegaron a un acuerdo de no participar en las elecciones. “El evento prematuro y sin condiciones que se anuncia para el próximo 22 de abril es solo un show del propio gobierno para aparentar una legitimidad que no tiene” afirmó la dirigencia de la MUD en un comunicado.

#### Precandidaturas descartadas
| Coalición | Coalición                     | Candidato                                                                          | Partido político          | Anuncio de candidatura | Descarte de candidatura | Referencia(s)        |
| --------- | ----------------------------- | ---------------------------------------------------------------------------------- | ------------------------- | ---------------------- | ----------------------- | -------------------- |
|           | Mesa de la Unidad Democrática | Henry Ramos Allup Diputado a la Asamblea Nacional                                  | Acción Democrática        | 18 de enero de 2018    | 19 de febrero de 2018   | [ 63 ] [ 64 ] [ 65 ] |
|           | Mesa de la Unidad Democrática | Juan Pablo Guanipa Gobernador electo del estado Zulia. Fue destituido de su cargo. | Primero Justicia          | 26 de enero de 2018    | 19 de febrero de 2018   | [ 66 ] [ 67 ] [ 68 ] |
|           | Mesa de la Unidad Democrática | Andrés Velásquez Ex-Gobernador del Estado Bolívar                                  | La Causa Radical          | 24 de enero de 2018    | 12 de febrero de 2018   | [ 69 ] [ 70 ]        |
|           | Concertación por el Cambio    | Claudio Fermín exalcalde del Municipio Libertador de Caracas                       | Soluciones para Venezuela | 8 de enero de 2018     | 22 de febrero de 2018   | [ 71 ] [ 72 ] [ 73 ] |
|           | Ninguna                       | Leocenis García Coordinador del movimiento Prociudadanos                           | Prociudadanos             | 23 de febrero de 2018  | 26 de febrero de 2018   | [ 74 ] [ 75 ] [ 76 ] |

## Apoyo político
| Partido o movimiento                                                                                           | Candidato (coalición)                       |
| --- | ------------------------------------------- |
| Partido Socialista Unido de Venezuela                                                                          | Nicolás Maduro (Frente Amplio de la Patria) |
| Movimiento Somos Venezuela                                                                                     | Nicolás Maduro (Frente Amplio de la Patria) |
| Partido Comunista de Venezuela                                                                                 | Nicolás Maduro (Frente Amplio de la Patria) |
| Patria Para Todos                                                                                              | Nicolás Maduro (Frente Amplio de la Patria) |
| Por la Democracia Social                                                                                       | Nicolás Maduro (Frente Amplio de la Patria) |
| Movimiento Electoral del Pueblo                                                                                | Nicolás Maduro (Frente Amplio de la Patria) |
| Unidad Popular Venezolana                                                                                      | Nicolás Maduro (Frente Amplio de la Patria) |
| Tendencias Unificadas Para Alcanzar el Movimiento de Acción Revolucionaria Organizada                          | Nicolás Maduro (Frente Amplio de la Patria) |
| Organización Renovadora Auténtica                                                                              | Nicolás Maduro (Frente Amplio de la Patria) |
| Alianza para el Cambio                                                                                         | Nicolás Maduro (Frente Amplio de la Patria) |
| Avanzada Progresista                                                                                           | Henri Falcón                                |
| Comité de Organización Política Electoral Independiente (facción)                                              | Henri Falcón                                |
| Movimiento al Socialismo                                                                                       | Henri Falcón                                |
| Archivo:Logo movev.jpg Movimiento Ecológico de Venezuela                                                       | Henri Falcón                                |
| Unidad Política Popular 89                                                                                     | Reinaldo Quijada                            |
| Movimiento Esperanza por el Cambio (Grupo de electores)                                                        | Javier Bertucci                             |
| Comité de Organización Política Electoral Independiente (facción, pero sin representación en boleta electoral) | Javier Bertucci                             |

## Campaña

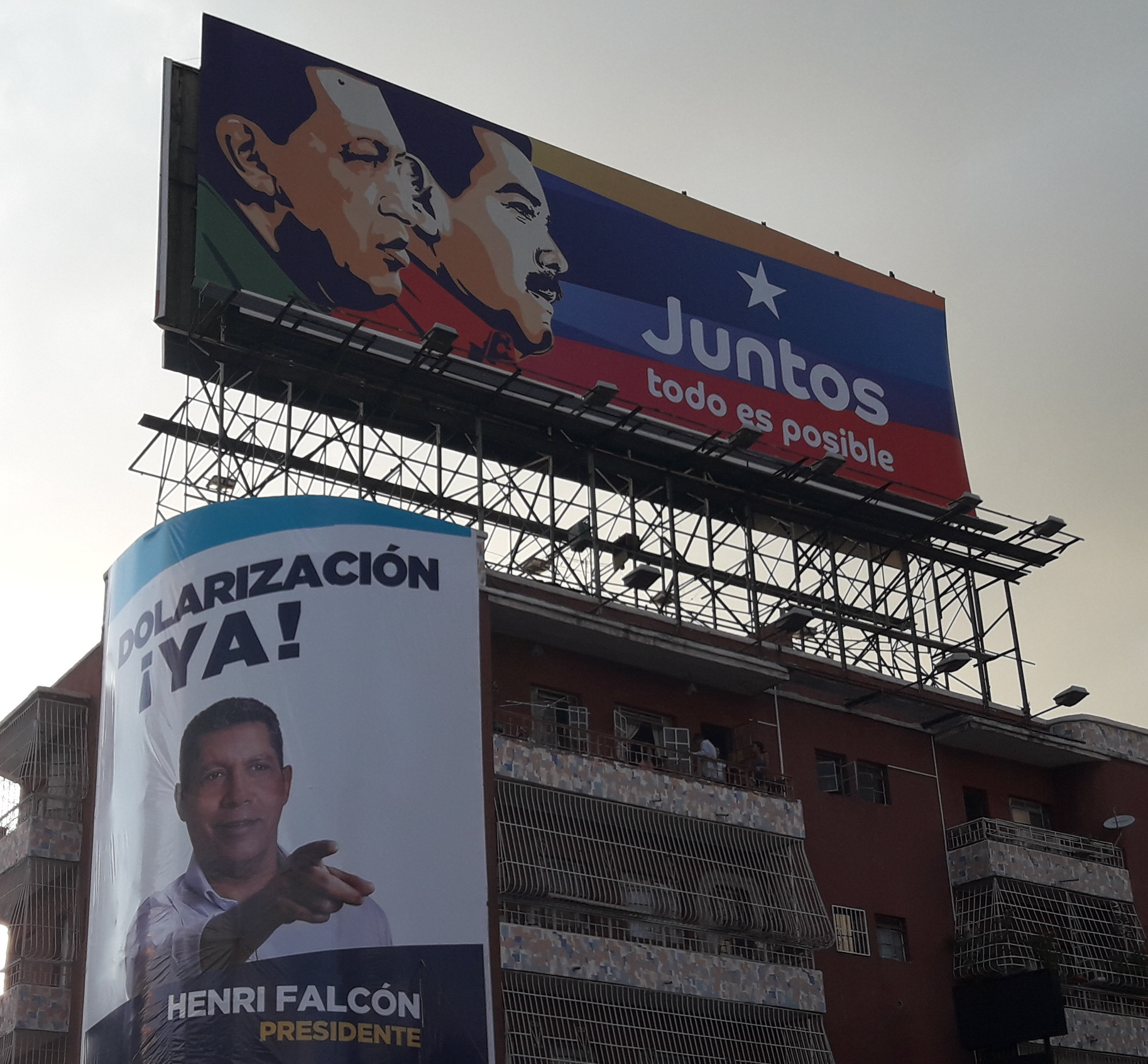
Dos vallas publicitarias de campaña en Caracas de Nicolás Maduro y Henri Falcón.

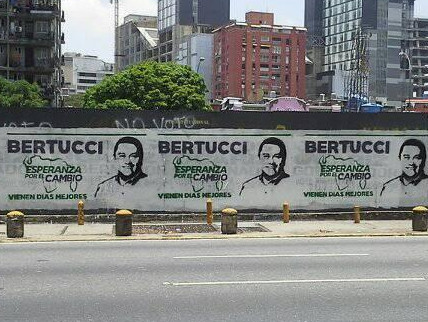
Murales en apoyo de Bertucci en Altamira (Caracas)

El 12 de abril la rectora Tibisay Lucena anunció que los actores y partidos políticos que promuevan la abstención serán sancionados. La campaña para las elecciones presidenciales y de consejos legislativos comenzó el 22 de abril y culmina el 17 de mayo a la medianoche. El 24 de abril, en un acto de campaña en el estado Carabobo, Nicolás Maduro afirmó que durante la campaña electoral el gobierno llamará a todas las personas con Carnet de la Patria para buscar votos, asegurando que mientras más se acerquen a los 10 millones de votos, "más garantía de paz, de estabilidad" y de "recuperación económica" se tendría. Maduro llamó a su rival Henri Falcón "Faltrump" por su propuesta de Dolarización y a Javier Bertucci como "Sopita Bertucci", refiriéndose a sus actividades de entrega de sopas en la calle.
El 27 de abril Javier Bertucci denunció en la mañana que su jefe de campaña del estado Sucre, Ángel Arias, fue herido de bala en el estómago en el sitio donde se realizaban los preparativos para una alocución prevista para el mediodía en Cumaná. Según un comunicado de prensa del partido de Bertucci, un joven de 25 años habría disparado contra Arias tras intentar robarle el teléfono; el joven no logró su cometido y huyó en moto, dejando al dirigente en el sitio. El dirigente fue trasladado a un centro asistencial para ser atendido.
El 1 de mayo, desde el estado Cojedes, Maduro amenazó con tomar acciones contra los supermercados y abastos del país que aumentasen los precios de los productos en los próximos días, declarando que "o es por las buenas o es por las malas" y que después del 20 de mayo "voy a ser presidente igual". El 2 de mayo, en un acto de campaña efectuado en el estado Vargas, Maduro advirtió que si se instala un “gobierno capitalista” en el país, que entregue sus riquezas, él mismo tomaría las armas para defender la revolución, señalando a su contrincante Henri Falcón de ser el candidato del Fondo Monetario Internacional (FMI). Maduro afirmó no importarle la posición de los países que han asegurado desconocer las elecciones presidenciales, diciendo “Qué carajo me importa que no me reconozca Europa, que no me reconozca Washington. Me importa lo que diga el pueblo venezolano." El 11 de mayo de 2018 Maduro expresó desde un acto de campaña en el estado Trujillo “Imperialismo vete con tus órdenes para el mismísimo carajo porque aquí en Venezuela manda el pueblo soberano”.
El 17 de mayo el cierre de campaña de Nicolás Maduro se realizó en la avenida Bolívar de Caracas. Durante su discurso de cierre de campaña manifestó que la avenida Bolívar estaba “desbordada”, pero en un momento de la transmisión el conductor Winston Vallenilla le pidió a los asistentes que se acercaron para llenar los espacios vacíos y las publicaciones en redes sociales del diputado Luis Florido y de varios ciudadanos refutaron la afirmación. El exfutbolista Diego Armando Maradona y la ex-estrella de MTV Tila Tequila participaron y bailaron en el cierre de campaña.

## Observadores
La elección contó principalmente con el acompañamiento de los aliados del gobierno venezolano después de que numerosos órganos internacionales decidieran que no había garantías electorales en el país. El 23 de marzo de 2018, un oficial de las Naciones Unidas informó que la organización no ofrecería asistencia electoral en las elecciones, sin explicar los motivos. El portavoz Farhan Haq declaró que una carta fue enviada a las autoridades venezolanos sobre la solicitud de los expertos electorales, pero no explicó el contenido. Dichos acompañantes incluyeron al Consejo Latinoamericano de Expertos Electorales, Common Frontiers, el expresidente del gobierno de España José Luis Rodríguez Zapatero y el expresidente de Ecuador Rafael Correa.

## Irregularidades

### Observatorio Electoral Venezolano
A 12 días de las elecciones presidenciales y de consejos legislativos la ONG Observatorio Electoral Venezolano (OEV) denunció su falta de imparcialidad y de transparencia y publicó un documento de 50 páginas en el que explican las irregularidades, violaciones e incumplimiento a las leyes que regulan los procesos electorales en el país. Según el OEV todas las etapas del proceso, desde la convocatoria realizada el 23 de enero hasta el inicio y desarrollo de la campaña, han estado marcadas por acortamiento de los lapsos, violaciones a la constitución de 1999, la Ley Orgánica de Procesos Electorales (Lopre) y su reglamento, que recortó fases que en elecciones previas, como las presidenciales de 2012 y las parlamentarias de 2015, pasaron de semanas a apenas días en este 2018.
Entre las irregularidades mencionadas para las elecciones se encuentran la inhabilitación de candidatos, la ilegalización de partidos políticos como Primero Justicia, Puente, Voluntad Popular y la tarjeta más votada en la historia de elecciones en Venezuela, la de la Mesa de la Unidad Democrática, la limitación de la inscripción de venezolanos tanto dentro como fuera del país en el Registro Electoral, y la aceptación de “candidatos por cuenta propia y por grupos de electores a la elección presidencial para los cuales luce prácticamente imposible que hayan cumplido con los requisitos de ley para participar como elegibles del proceso electoral”. Dicho informe resalta que una de las consecuencias más graves de un proceso con tantos vicios “sería la desvalorización (...) del voto como vía democrática para resolver (...) diferencias y enfrentar la crisis política económica y social que vive el país”.
Entre otros elementos analizados por la ONG estuvieron la eliminación de auditorías y actividades del cronograma, entre las que están el catastro, uso de la tinta indeleble, observación nacional y acompañamiento internacional, entre otros como el acortamiento de los lapsos para las postulaciones que pasaron a ser 16 actividades que “se comprimieron para ejecutarse en apenas 17 días, una programación en la que ninguna tarea sobrepasó los ocho días”, el incumplimiento en lapso de impugnaciones, el recorte de la campaña electoral de 96 días en 2012 a 26 en 2018, el uso indiscriminado de los recursos públicos antes del inicio y durante la campaña por parte del candidato a la reelección Nicolás Maduro, así como el uso del Carnet de la Patria como “dispositivo de coacción“, y de estímulo para quienes voten de entregarles un bono en bolívares, además de las denuncias de los candidatos por la limitación en el acceso a los medios de comunicación y el ventajismo denunciado por Henri Falcón y Javier Bertucci por parte de Maduro.
El OEV recordó que en el caso de las circunscripciones para consejos legislativos el CNE omitió la aprobación de las estimaciones de población que debe hacer la Asamblea Nacional y aumentaron el número de diputados en los estados Barinas, Falcón, Monagas, Portuguesa y Sucre, donde de nueve en 2012 ahora habrá once diputados regionales a partir de 2018; en Táchira que de once ahora serán trece, mientras que en Yaracuy de siete subieron a nueve, y también resaltó que se eliminaron “las auditorías del software del Sistema de Información al Elector” y la de certificación del software del Sistema de Estadísticas de Participación”; el primero permite guiar al elector hasta la mesa de votación donde le corresponde sufragar y el segundo mecanismo “elabora en tiempo real reportes estadísticos de participación sobre la base de los electores esperados y los efectivamente registrados”, y que en comparación con el año 2015, cuando funcionaron 40 mil 601 mesas de votación, se eligieron 480 mil 828 miembros de mesa, mientras que en esta oportunidad hay menos mesas porque son 33 mil 783, pero el número de miembros se triplicó hasta 1.021.230, sin que el CNE haya explicado el por qué de este incremento.
El Observatorio añadió que bajo estas condiciones “marcan peligrosos precedentes los últimos procesos comiciales que han quebrado principios fundamentales del voto y estándares establecidos para que una elección pueda calificarse como democrática: que sea periódica, inclusiva, limpia, competitiva y que permita que los ganadores puedan ejercer el cargo para el que fueron elegidos. Ninguna de estas condiciones se ha cumplido en los últimos eventos”. y concluyó que “las acciones y decisiones adoptadas en el transcurso del ciclo electoral no están apegadas a la legislación, lo que ha permitido al órgano de administración electoral a modificar con discrecionalidad, y cuantas veces lo requiera, el período electoral y sus distintas etapas”.

### Sesgo del Consejo Nacional Electoral
El OEV señaló que la convocatoria de las elecciones se hizo irrespetando la tradición de organizarlas en diciembre, con excepciones en el año 2000 durante la relegitimación de todos los poderes públicos por la aprobación de una nueva constitución; en octubre de 2012 por la enfermedad de Hugo Chávez y en abril de 2013 por ser unas elecciones sobrevenidas por la muerte del presidente, sosteniendo que “la decisión anunciada evidenció nuevamente el sesgo político del árbitro electoral, pues incluía elementos que dificultaban la posibilidad de tener una elección en igualdad de condiciones” y que el CNE «dio un golpe a la pluralidad democrática» al impedir que partidos de oposición participaran en la elección presidencial. También declaró que desde 2016 la justicia electoral que se imparte en el país “no es imparcial”, al citar los casos de los diputados indígenas del estado Amazonas que fueron destituidos de sus cargos por presuntas irregularidades en su elección, que después de dos años no han sido demostradas, mientras que las denuncias de fraude que hizo el candidato a la gobernación de Bolívar, Andrés Velásquez en octubre de 2017 no han sido investigadas.

### Inhabilitaciones políticas
Los principales candidatos de la oposición no pudieron postularse por procesos administrativos y penales en su contra, incluyendo a Henrique Capriles, aspirante en las elecciones de 2012 y 2013, Leopoldo López, condenado a una pena de casi 14 años por las protestas de 2014, así como otros como María Corina Machado y el mayor general Miguel Rodríguez Torres, chavista disidente, hoy también encarcelado. Los principales partidos políticos de la oposición fueron ilegalizados después de que en enero fueron obligados a revalidarse por segunda vez en menos de un año ante el CNE por la Constituyente, tras no participar en las elecciones municipales de 2017. Solo el partido Acción Democrática pasó la prueba nuevamente; los partidos Voluntad Popular y Puente se negaron a hacerlo, mientras que el CNE impidió a Primero Justicia ir a la fase de reparo. La Sala de Constitucional del Tribunal Supremo de Justicia impidió la revalidación de la tarjeta de la Mesa de la Unidad Democrática (MUD), la más votada en la historia electoral del país, y quedó también ilegalizada.

### Convocatoria
La constitución de Venezuela establece que al Poder Electoral, conformado por el Consejo Nacional Electoral (CNE) y sus organismos subordinados, le corresponde “la organización, administración, dirección y vigilancia de todos los actos relativos a la elección de los cargos de representación popular de los poderes públicos, así como de los referendos”. Pese a esto, la Asamblea Nacional Constituyente emitió un decreto que ordenó al CNE organizar las presidenciales en el mes de abril. El Observatorio Electoral Venezolano afirmó que «la decisión anunciada por el CNE evidencia nuevamente el sesgo político del árbitro electoral», que el CNE «dio un golpe a la pluralidad democrática» al impedir que partidos de oposición participaran en la elección presidencial y advirtió que 74 días son insuficientes para garantizar la igualdad y transparencia de estos comicios. El observatorio señaló que etapas del proceso electoral tales como la selección de nuevos miembros de mesa, la escogencia de los organismos electorales subalternos en sorteos públicos, el despliegue de jornadas extraordinarias de inscripción, la actualización en el Registro Electoral en un amplio lapso que permita la incorporación de la mayor cantidad de venezolanos, el mantenimiento de las máquinas de votación, la realización apropiada de auditorías técnicas que garanticen el buen funcionamiento del sistema automatizado de votación y la organización de misiones internacionales de calidad se verán afectadas por falta de tiempo. La Red Electoral Ciudadana calificó de «irregular» la orden de la Asamblea Nacional Constituyente de convocar a elecciones presidenciales antes del 30 de abril de 2018, alegando que es violatoria de la constitución y de los derechos ciudadanos. Al igual que durante las elecciones municipales de 2017, la convocatoria se realizó antes de al menos seis meses de antelación para facilitar los lapsos establecidos en la normativa electoral; Súmate y Voto Joven indicaron que esto acortaría plazos de jornadas del Registro Electoral, generando un «proceso atropellado y poco transparente». La Red Electoral Ciudadana le exigió al Poder Electoral la realización de operativos especiales para la inscripción y actualización de votantes en Venezuela y en el exterior.
Ramón Guillermo Aveledo, exsecretario ejecutivo de la MUD, comparó las elecciones con el plebiscito de 1957 del dictador Marcos Pérez Jiménez , recordando que el artículo 82 de la Ley Orgánica del Poder Público Municipal señala la prohibición de que las elecciones a cargos municipales se realicen junto a las nacionales, y que el mandato de la Asamblea Nacional concluye en enero de 2021, por lo que acortar su período, algo que no está previsto en la Constitución ni las leyes electorales venezolanas, es «disolverla», lo que es lo mismo «un golpe de Estado» al Poder Legislativo. Federica Mogherini, la jefa de la diplomacia europea, en una declaración en nombre de los 28 países europeos, dijo «Lamentamos profundamente que se hayan convocado elecciones sin un amplio acuerdo sobre el calendario ni sobre las condiciones para un proceso electoral creíble e inclusivo».

### Cronograma electoral
Dos semanas después de esta orden y tras el fracaso del diálogo entre la oposición y el gobierno en República Dominicana, el CNE fijó el 22 de abril como el día de los comicios en una alocución pública, anunció también 15 auditorías y dando algunas fechas, pero sin dar a conocer formalmente el cronograma electoral. Tras cambiar la fecha de los comicios el primero de marzo, el CNE se tomó 13 días para dar a conocer el cronograma. Como hubo un cambio y una adición de elecciones, se abrió el registro electoral y solo se dio apertura a las postulaciones de los aspirantes a los consejos legislativos. Según el Observatorio Electoral Venezolano (OEV) y el Observatorio Global de Comunicación y Democracia, el CNE ha reducido los lapsos en cada una de las etapas del cronograma electoral para las elecciones presidenciales a partir de 2013, y en comparación a los calendarios de 2006 y 2012 con los de 2018, los tiempos pasaron de tener hasta tres meses a apenas dos o tres días en aspectos fundamentales, según la última convocatoria para las elecciones. Tanto la inscripción al Registro Electoral como las postulaciones de candidatos y la campaña electoral han sufrido disminuciones significativas. Para determinar las circunscripciones electorales, el CNE debió hacerlo cumpliendo con las estimaciones de población que suministra el Instituto Nacional de Estadísticas, que antes de dárselas al Poder Electoral necesita la aprobación de la Asamblea Nacional. Este paso fue omitido y el CNE publicó la circunscripciones para los consejos legislativos a su criterio y sin responder a estas quejas.
El 26 de marzo el Centro de Justicia y Paz (Cepaz) denunció que el CNE cambiaba el cronograma de los comicios del próximo 20 de mayo «de forma clandestina y subrepticia», lo que constituye «una nueva irregularidad que impide se garantice y facilite a los electores la información adecuada sobre las ofertas electorales», refiriéndose a la modificación hecha para la escogencia en boleta por parte de los partidos políticos, grupos de electores, organizaciones indígenas e iniciativa propia que se realizó el 24 de marzo y para los postulantes regionales, previsto para el 26 de marzo en las 23 oficinas regionales electorales del CNE. Según el cronograma que el Poder Electoral publicó el 13 de marzo, la escogencia en boleta para organizaciones nacionales se realizaría el 21 de marzo y en el caso de las regionales el día 22 de marzo, pero cada una fue aplazada entre tres y cuatro días, razón por la cual Cepaz advirtió que con esta «modificación opaca y silenciosa del cronograma electoral» se restan cinco días al proceso de producción y distribución de las boletas electorales no válidas, «disminuyendo aún más la posibilidad de tener electores informados».
El OEV resaltó en su informe sobre los comicios que para la postulación de candidatos a las presidenciales solo se dieron tres días en 2018, del 26 al 28 de febrero, mientras que para modificación y sustitución de postulaciones, “el CNE habilitó 118 días en 2012 y estipuló solo el 2 de marzo en 2018 en esta ocasión”, y aunque los lapsos fueron cambiados al añadir los consejos legislativos esto no significó más ampliación de los días porque “16 actividades se comprimieron para ejecutarse en apenas 17 días, una programación en la que ninguna tarea sobrepasó los ocho días”. En el cronograma electoral no se incluyó la observación nacional ni el acompañamiento internacional, como hizo el CNE hasta 2015. Tras la firma del acuerdo de garantías electorales el primero de marzo por los partidos del Gran Polo Patriótico, el Movimiento al Socialismo, Avanzada Progresista y Copei, se pidió a la Organización de Naciones Unidas encabezar una misión electoral, pero el organismo se negó tras recibir la invitación formal y la visita de los principales candidatos a la contienda o sus representantes.

### Registro electoral
El Registro Electoral determina el número de personas que participará y en él se escogen los votantes que deben cumplir con el servicio electoral obligatorio en mesas de votación, así como en las juntas regionales, municipales y parroquiales para los comicios. Mientras que en las elecciones presidenciales de 2012 CNE tomó dos meses para hacer las jornadas de actualización de datos, migración e inscripción de nuevos votantes en el Registro Electoral, para las de 2018 los electores solo tuvieron diez días entre el 10 y el 20 de febrero según el cronograma electoral tanto en la primera fecha del 22 de abril como la definitiva del 20 de mayo, tanto dentro como fuera del país, y las auditorías a la data se acortaron de meses a pocos días.
En el 2012 se desplegaron 1.300 puntos de actualización del Registro Electoral a nivel nacional, pero en 2018 se abrieron menos de la mitad, 531. El Observatorio Global de Comunicación y Democracia estimó en el informe La observación ciudadana del registro electoral 2017 que al menos 1.769.035 electores jóvenes estarían sin inscribirse en el Registro Electoral para diciembre de 2017. Según el Observatorio Electoral Venezolano, el «CNE ha hecho poco para incentivar la inscripción en el registro de estos nuevos electores con campañas institucionales, incumpliendo la ley electoral vigente que lo obliga a desplegar centros de inscripción y actualización en ‘sectores de difícil acceso y/o de mayor concentración poblacional’ en todo el territorio nacional y en cualquier momento del año» según el artículo 33 de la Ley Orgánica de Procesos Electorales, y que «no se está haciendo lo necesario para que el ciudadano pueda ejercer su derecho al voto».
El 15 de febrero el presidente Maduro, sin ser la autoridad electoral, anunció una extensión de cinco días para la inscripción del registro electoral en el exterior e informó la apertura del consulado en Miami para que los venezolanos residentes en esta ciudad pudieran hacer cambios y participar. La segunda apertura del RE se dio con el cambio de fecha al 20 de mayo y se abrió del 2 al 10 de marzo. En teoría, el registro permitió actualizar datos o inscripción de nuevos votantes por 24 días en el exterior del país y 19 en Venezuela, pero expertos electorales denunciaron las trabas para la inscripción de venezolanos fuera del país, porque además de ser insuficiente conllevó otros obstáculos que no permitieron una asistencia masiva a embajadas o consulados. El RE en el exterior solo creció en 7.028 votantes, que no representa ni siquiera el 0,5 % de venezolanos que se estiman salieron del país, y en el territorio nacional creció en 910.272 nuevos votantes, para ubicarse en 20 millones 759 mil 809 votantes. Voto Joven se quejó porque en los consulados no trabajaron días feriados, solo en horario de oficina y sin el tiempo o información suficiente, así como la exigencia de pedirle visa permanente a quienes viven en los países donde se oficializó su apertura a pesar de que para ejercer el voto solo se necesita la cédula de identidad laminada.
El Observatorio también denunció que «El RE de venezolanos en el exterior ha estado en una especie de suspensión ilegal desde 2012, una medida violatoria de la vigente legislación electoral», y que según el último corte anunciado por el CNE el 30 de abril de 2017, los venezolanos con derecho al sufragio fuera de del país son apenas 101.595 electores, «una cifra muy por debajo de los migrantes con derecho al sufragio» en comparación a las estimaciones de entre 2 y 4 millones de venezolanos en el extranjero. Aunque para ejercer el voto solo se necesita la cédula de identidad laminada, en consulados y embajadas han exigido la presentación del pasaporte vigente, la partida de nacimiento original, visa, carta de residencia y otros requisitos administrativos no contemplados en la ley, impidiendo su participación en los comicios. Más adelante, el OEV mencionó entre los ilícitos o irregularidades del Registro Electoral que a pesar de que en 2018 hubo solo 531 puntos para inscripción de nuevos votantes o los cambios de residencia, en 25 días hubo “cuatro veces más electores inscritos en promedio diariamente”, si se compara con el año 2015 cuando “se registraron 2.353.147 movimientos en 156 días, en 2018 fueron 1.678.553 en 25 días, desglosados en 807.905 nuevas inscripciones. De estos solo 81.413 se registraron en los centros de votación con mejores resultados electorales para la oposición y 270.901 se inscribieron en los centros con mayor tendencia a votar por el oficialismo, y 870.648 electores que cambiaron el centro de votación que tenían asignado en 2017”.

### Acuerdo de Garantías Electorales
La firma del acuerdo de garantías electorales entre tres de los cinco candidatos presidenciales, Maduro, Falcón y Bertucci, fue presentada como una ampliación de las normas para el proceso al contemplar entre otros aspectos la eliminación de los “puntos rojos” de control del chavismo, que ahora deberán estar más lejos de los centros de votación, la observación internacional y el retorno de los centros de votación cambiados durante la escogencia de la Asamblea Constituyente y las elecciones regionales 2017, lo cual fue planteado como una concesión del Poder Electoral con los partidos, candidatos y la ciudadanía. El acuerdo ha sido cuestionado y rechazado por las organizaciones Voto Joven, Cepaz y el Observatorio Global de Comunicación y Democracia. El 27 de marzo la directora del Cepaz, Beatriz Borges, declaró que “el acuerdo de garantías electorales es un engaño al ciudadano, pues contempla puntos que ya están establecidos en la Ley y que el CNE no ha cumplido”.
A pesar de que los candidatos presidenciales oficiales Henri Falcón, Javier Bertucci y Luis Alejandro Ratti advirtieron la violación de las garantías previstas en el documento, el 2 de mayo la presidenta del CNE, Tibisay Lucena, contradijo las denuncias y aseguró que el Acuerdo de Garantías Electorales se cumple en su totalidad. En una visita a Delta Amacuro, el presidente y candidato a la reelección Maduro entregó ocho lanchas, nueve ambulancias y reinauguró el aeropuerto de Tucupita “Antonio Díaz“, entre otros anuncios, violando el artículo 223 de la Ley Orgánica de Procesos Electorales (Lopre), que prohíbe el uso de recursos públicos para hacer campaña, y una de las prerrogativas incluidas en el acuerdo de garantías electorales suscrito por los candidatos presidenciales ante el CNE. El 8 de mayo volvió a violar la normativa en un acto de campaña en el estado Amazonas al prometer abastecer de combustible a la entidad a cambio de votos.

### Campaña
La campaña para las elecciones presidenciales y de consejos legislativos comenzó el 22 de abril y culminó el 17 de mayo a la medianoche, de acuerdo con el cronograma que aprobó el CNE. Sin embargo, los candidatos que se han postulado a la presidencia o a la reelección han realizado actividades con la ciudadanía y han presentado planteamientos que ejecutarán en caso de resultar victoriosos, violando el artículo 75 de la Ley Orgánica de Procesos Electorales. Francisco Castro, coordinador nacional de Súmate, señaló que el CNE dispuso de apenas 26 días para la campaña electoral, explicando que el lapso «no permite que los candidatos tengan el tiempo necesario para promover sus ideas y el llamado al voto, por lo que se ven obligados a anticipar su campaña. Por tradición, el proceso dura más de 60 días» y recordando que el CNE convocó con 80 días de antelación a una elección de más de 500 cargos, reduciendo el tiempo de las actividades. Igualmente indicó que el CNE no regula la precampaña y alega que mientras no exista un llamado explícito al voto no pueden sancionar al candidato. Castro recordó que el patrón realizado desde el gobierno de Hugo Chávez se repite, en el que se hace campaña electoral con funcionarios públicos y utilizan a gobernadores para inaugurar obras y prometer.
Ignacio Ávalos, director del Observatorio Electoral Venezolano, y Luis Salamanca, politólogo, coincidieron en que hasta el momento no existe ambiente electoral ni un proyecto de gobierno, sino «una lucha por alcanzar el poder», destacando que se suprimió la competencia electoral y se diseñó una campaña a conveniencia del Partido Socialista Unido de Venezuela. Salamanca aseveró que «Maduro reparte beneficios para obtener votos y Falcón ofrece beneficios a futuro a cambio de votos. Ninguno tiene peso suficiente para movilizar electoralmente el país».

### Cierre de campaña
El periódico Tal Cual Digital publicó un artículo describiendo el cierre de campaña de Nicolás Maduro el 17 de mayo como "la mayor demostración de corrupción", criticando el "descarado" uso de recursos públicos, incluyendo estructuras de personal de ministerios y publicando un audio en el que se demuestra que la convocatoria se hizo aprovechando las nóminas de los despachos gubernamentales. Tal Cual también publicó el plan operativo del cierre de campaña del PSUV, en el documento las casillas correspondientes a los partidarios responsables aparecen vacías y se asignan responsabilidades directamente a los ministerios y a distintas instituciones públicas, incluyendo la de movilizar grupos de personas. El plan operativo describe que PDVSA instaló la tarima principal, las plantas eléctricas, el backing y los sistemas de sonido, que el Ministerio de la Defensa fue el encargado de las detonaciones de fuegos artificiales, que el Ministerio para el Desarrollo Minero se encargó de la decoración y que otros despachos se encargaron de la instalación de baños, pantallas, barreras, toldos y refrigerios. En la página 6 también se explica que la gente que abrazó la tarima desde donde hablaba Maduro eran milicianos vestidos de civil.

## Protestas
El 16 de mayo la oposición y el chavismo disidente convocaron a una protesta para rechazar las elecciones. La marcha se dirigió a la sede de la OEA en Caracas. En horas de la mañana funcionarios de la Policía Nacional Bolivariana provistos de equipo antimotín obligaron a los protestantes en la Plaza Brión a retirarse, argumentando que no tenían permiso para reunirse en el espacio público. El personal de Metro de Caracas cerró la estación de Chacaíto antes de que la protesta empezara como medida de seguridad, como informaron a los usuarios en los altoparlantes. Delsa Solórzano, Juan Requesens, Ivlev Silva y Andrés Velásquez estuvieron presentes.
El día de las elecciones cientos de venezolanos radicados en el exterior protestaron en contra de gobierno nacional y de los comicios, incluyendo en ciudades como Madrid, París, Sídney, Londres, Oslo, Zúrich, Roma, Lima, Santiago de Chile, Ciudad de México, Nueva York, San José, Quito, Miami, Buenos Aires, Montevideo y Bogotá, siguiendo el llamado de la oposición y de la comunidad internacional a protestar 20 de mayo en rechazo a las elecciones. En Madrid y Tenerife (España) se registraron manifestaciones de venezolanos quienes exigieron la dimisión de Maduro; la manifestación en Madrid contó con la participación de los políticos exiliados Antonio Ledezma y Lester Toledo; en París también se registraron protestas, donde Yadam, venezolano participante del concurso Nouvelle Star, interpretó el himno nacional junto a los manifestantes. En México, David Smolansky formó parte del grupo de venezolanos que rechazaron las elecciones. También se reportaron protestas en Hong Kong y en Singapur.

## Proceso

### Abstención
| Participación electoral en Venezuela 2000-2018 | Participación electoral en Venezuela 2000-2018 | Participación electoral en Venezuela 2000-2018 | Participación electoral en Venezuela 2000-2018 | Participación electoral en Venezuela 2000-2018 |
| ---------------------------------------------- | ---------------------------------------------- | ---------------------------------------------- | ---------------------------------------------- | ---------------------------------------------- |
| Año                                            | Año                                            |                                                | %                                              | %                                              |
| 2000                                           | 2000                                           |                                                | 56.6                                           | 56.6                                           |
| 2006                                           | 2006                                           |                                                | 74.7                                           | 74.7                                           |
| 2012                                           | 2012                                           |                                                | 80.5                                           | 80.5                                           |
| 2013                                           | 2013                                           |                                                | 79.6                                           | 79.6                                           |
| 2018                                           | 2018                                           |                                                | 46                                             | 46                                             |
| Fuente: Consejo Nacional Electoral             |                                                |                                                |                                                |                                                |

Centro electoral vacío en Caracas.

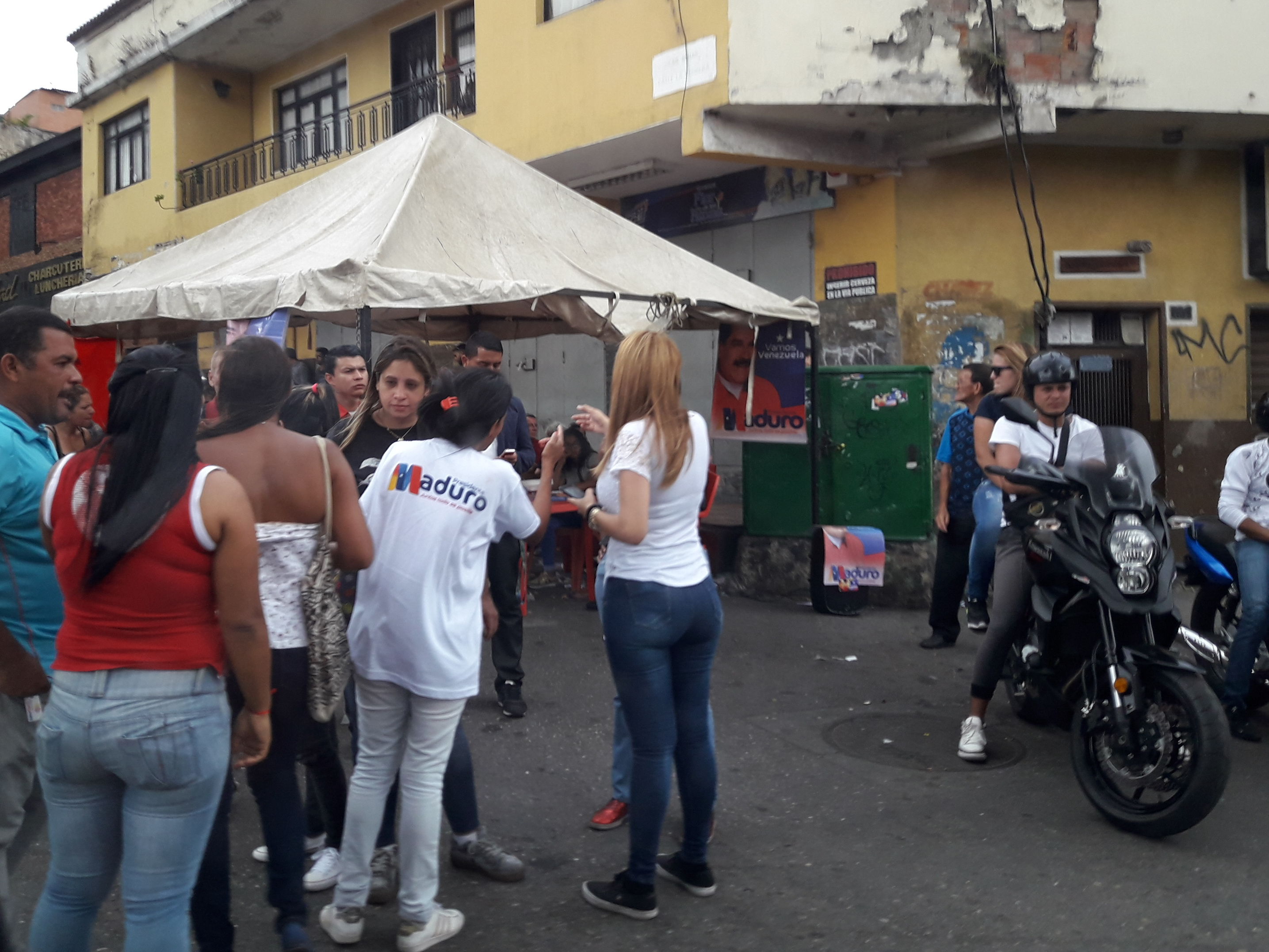
Punto rojo en Caracas en las inmediaciones de un centro de votación.

El proceso electoral transcurrió con denuncias de compra de votos, abuso del voto asistido e instalación de puntos políticos del partido de gobierno dentro del perímetro de seguridad de los centros de votación. A nivel nacional se registró poca afluencia de votantes para los comicios presidenciales. Efecto Cocuyo publicó un artículo interactivo comparando fotografías comparando las elecciones regionales de octubre de 2017 y las de la Constituyente de julio del mismo año, el chavismo se midió sin la oposición, con las elecciones presidenciales de 2018, incluyendo en zonas populares de Caracas donde el chavismo, donde se muestra mucha más participación en procesos anteriores.
Se reportó poca o ninguna participación en los estados Anzoátegui, Bolívar, Mérida, Miranda, Monagas, Nueva Esparta, Sucre, Táchira, Trujillo, y Zulia en ciudades como Barquisimeto, Caracas, Ciudad Bolívar, El Tigre, Maracaibo, Maturín, Mérida, Pampatar y San Juan de los Morros; en el municipio Libertador de Caracas, incluyendo al liceo Andrés Bello, al liceo Fermín Toro y al colegio Miguel Antonio Caro, ubicado en la avenida Sucre, donde habían punto de verificación del Carnet de la Patria prohibidos en las leyes electorales, cuyas colas en ocasiones eran más largas que en el propio centro de votación; en el oeste de Caracas, como en zonas de Catia, como el centro electoral ubicado frente a una Misión Vivienda, y en centros de votación en Propatria, como el colegio Socorro Machado ubicado en Casalta 2, donde a pocos metros del centro de votación se encuentra un punto rojo, para registrar a los votantes oficialistas, el colegio Sergio Medin, en el cual a pocos metros hay una cola de personas para comprar pan, y el colegio de la Presentación, uno de los más grandes de Propatria. Un reporte de El Pitazo indicó que en una hora apenas 100 de 5600 electores registrados habían acudido al centro Unidad Educativa Manuel Aguirre, en la parroquia Petare de Caracas. Varios diputados y dirigentes opositores, incluyendo a Omar Barboza, Julio Borges, Delsa Solórzano, Henry Ramos Allup, Andrés Velásquez y Manuel Rosales, destacaron y aplaudieron la abstención durante los comicios.
En el este de Caracas, una zona tradicionalmente opositora, se observaron en distintos centros de los municipios Chacao y Baruta, el proceso no había iniciado a la hora de apertura debido a que, según informaron funcionarios del Plan República, no habían llegado todos los testigos y miembros de mesa. A las 8 de la mañana los miembros del Consejo Nacional Electoral (CNE) en el escuela municipal Andrés Bello, en Chacao, comenzaron a preguntar a los electores quién se postulaba como voluntario para ejercer la función de ser secretario de mesa, como miembros accidentales. A las 7:30 a. m. solo había llegado un presidente de mesa de un total de 11. En horas de la mañana, desde que inició el proceso de votación a las 6:00 a. m., se reportó que el centro electoral más grande del país, el liceo Andrés Bello de Caracas, uno de los centros de votación con mayor importancia en Caracas y en el que están registrados 12 200 electores, se encontraba vacío, al igual que el centro de votación más importante del estado Mérida, el Liceo Libertador, el cual amaneció sin afluencia ni colas para ejercer el voto, y otros centros electorales en el país.
El ministro de Comunicación e Información, Jorge Rodríguez, informó que a las 10:00 a. m., cuatro horas después de la apertura de los centros de votación, 2,5 millones de personas habían votado en las elecciones, aproximadamente el 12,5% del padrón electoral. Sin embargo, el Frente Amplio Venezuela Libre aseguró que cinco horas después de la apertura, a las 11 de la mañana registraron 12 % de participación. El diputado José Manuel Olivares señaló que según los datos que manejan se ha registrado “menos de la mitad” de la participación que se ha contabilizado en procesos anteriores. También denunció que se han reportado entre 60 % y 70 % de voto asistido, lo que definió como “práctica antidemocrática”, que “85 % de los puntos rojos están instalados a menos de 200 metros de los centros electorales" y algunos incluso dentro de las instalaciones y que en estos centros se han repartido cajas CLAP.
Varios centros comerciales y negocios independientes en Caracas estuvieron cerrados en la mañana de los comicios. El mercado de Quinta Crespo estaba cerrado a las 10:40 de la mañana; el mercado Guaicaipuro tampoco abrió. A lo largo de la avenida Andrés Bello sólo hubo un comercio abierto: el supermercado Luz. Los centros comerciales Líder, Millenium, Boleíta Center y Sambil de Chacao estuvieron cerrados, solo el centro comercial San Ignacio trabajó con pocos restaurantes. También se observó baja afluencia de personas en algunas plazas públicas de la capital que suelen tener muchos visitantes los fines de semana, al igual que el este de la ciudad, tanto en la plaza Altamira como en la plaza Bolívar de Chacao.
Durante la tarde de las elecciones, el periodista Federico Black filtró un audio del gobernador del estado Carabobo, Rafael Lacava, reconoció la baja participación en las elecciones, indicando que “el parte que tenemos en este momento obviamente no es satisfactorio desde el punto de vista de nuestra participación” y exigiendo que se realice un despliegue total de la "maquinaria" para aumentar la participación en Carabobo.
Después de doce horas de iniciado el proceso, ninguna de las autoridades electorales se había pronunciado para anunciar la extensión del horario en los centros de votación; el reglamento del Consejo Nacional Electoral establece que los centros de votación cierran a las 6:00 de la tarde siempre y cuando no permanezcan electores en cola para ejercer su derecho al voto. Una de las exigencias del candidato Henri Falcón precisamente fue el cierre a la hora indicada por el reglamento de los centros para evitar la llamada “operación remate”, aplicado por el oficialismo en las últimas horas de la tarde para sumar votos a su favor.
Las elecciones presidenciales de Venezuela de 2018 fueron las elecciones con la abstención más alta en la historia de los comicios presidenciales desde el inicio de la democracia en el país en 1958. Los tres estados con mayor porcentaje de abstención fueron Táchira (72,31 %), Mérida (63,03 %) y Zulia (62,5 %), mientras que los tres con menos abstención fueron Yaracuy (35,03 %), Cojedes (37,54 %) y Delta Amacuro (39,41 %).

### Incidentes
Al mediodía, al salir de un centro electoral de Caracas , el colegio municipal Andrés Bello de Chacao, el expresidente español José Luis Rodríguez Zapatero fue abucheado e insultado por los presentes, quienes les gritaron expresiones como "¡Fuera!" y "¡Vendido!", mientras era entrevistado por un periodista de NTN24, canal cerrado en Venezuela, a quien respondió si avalaba las elecciones "Yo he estado mucho tiempo aquí y vengo a observar". Zapatero abandonó el lugar subiéndose en una camioneta protegido por agentes del Servicio Bolivariano de Inteligencia (Sebin) y escoltas. Cerca de las 4:00 de la tarde se lanzó una bomba lacrimógena en el colegio Santa María del municipio Maracaibo en el estado Zulia.

### Denuncias

#### Obstáculos de cobertura periodística
El Sindicato Nacional de Trabajadores de la Prensa (SNTP), a través de su secretario general Marco Ruiz, denunció varios impedimentos de la cobertura periodística durante la jornada electoral. La organización reportó, entre otras incidencias, que a los periodistas del estado Aragua les fue negado el acceso a la Unidad Educativa Antonio Rojas García, en el barrio San Vicente de Maracay, donde votó el vicepresidente Tareck El Aissami y solo se permitió la entrada a medios del Estado. En San Cristóbal, en el estado Táchira, un funcionario de la Guardia Nacional Bolivariana impidió que el equipo de VPI TV y el portal 30 minutos grabaran cómo se desarrollaba la jornada en el Ciclo Básico Táchira; el efectivo dijo que hacía falta “el permiso del superior al mando” a pesar de que los periodistas tenían acreditación del Consejo Nacional Electoral. A los periodistas del Correo del Caroní se les impidió cubrir del proceso en La Consolación, en la parroquia Unare de Puerto Ordaz, y tomar fotos en el colegio Divina Pastora de Ciudad Bolívar. Una situación similar ocurrió con el equipo de VPI TV en el colegio Humboldt en la Alta Florida en Caracas. El SIndicato también informó que periodistas del estado Zulia denunciaron que fueron amenazados por motorizados armados en el Instituto de Previsión y Asistencia Social del Ministerio de Educación (Ipasme) en Maracaibo, y que en el Gimnasio Vertical de Chacao, en Miranda, el periodista Juan Carlos Salas, de Hispanopost, fue detenido durante por unos minutos por efectivos del Plan República cuando cubría el proceso electoral en ese centro electoral.

#### Compra de votos y proselitismo político

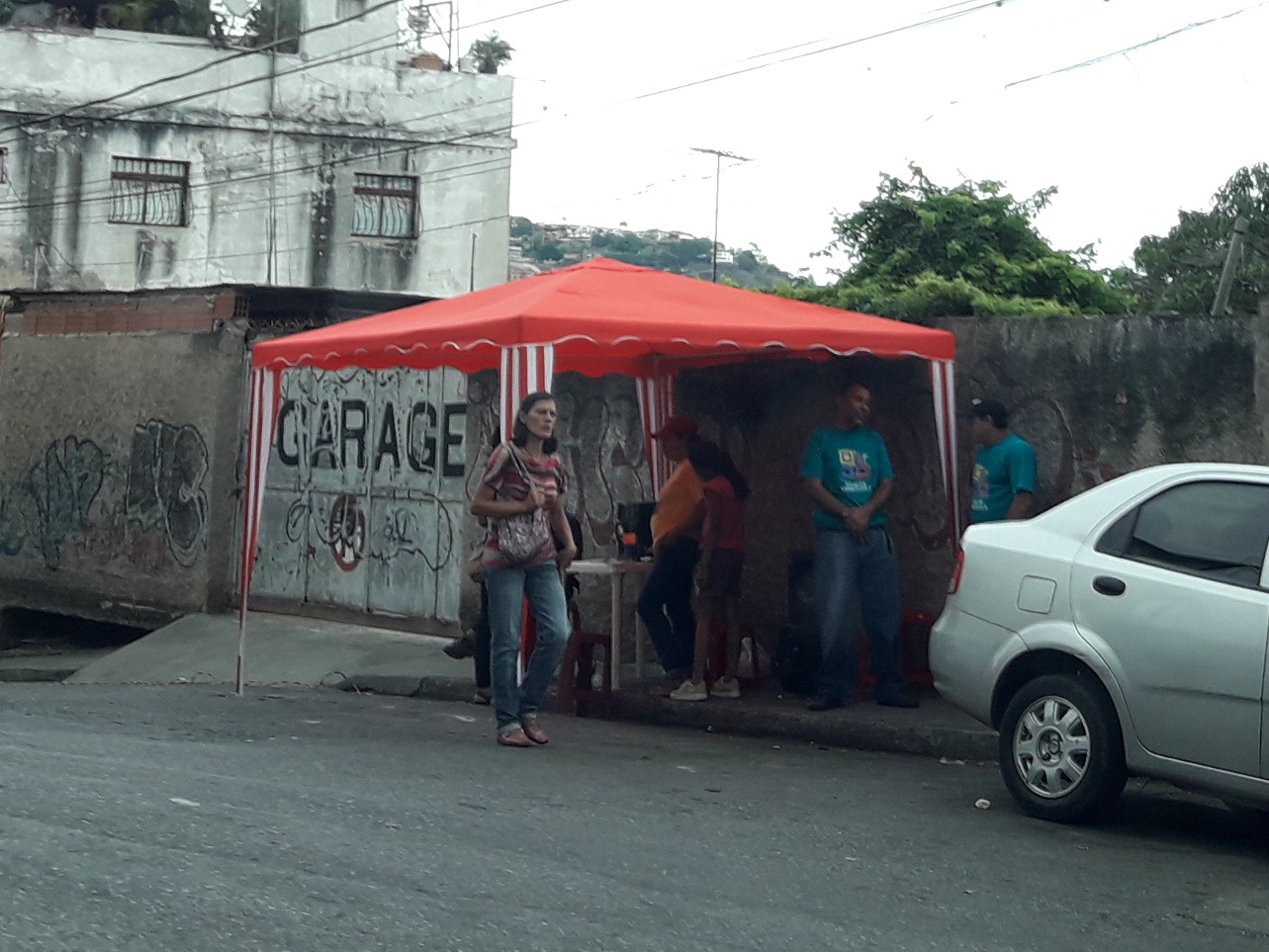
Punto rojo en Caracas en las inmediaciones de un centro de votación.

Desde la convocatoria a los comicios presidenciales, Nicolás Maduro en sus distintos discursos públicos prometió regalar un bono de dinero a quienes votaran por él. Poco después Tibisay Lucena prohibió a Maduro pagar los incentivos prometidos, directriz que según ella, fue acatada por el gobierno.
Durante el desarrollo de la jornada electoral, los candidatos Henri Falcón y Javier Bertucci, denunciaron la instalación de "puntos rojos" y núcleos de activismo y proselitismo político, cerca de los centros de votación con la anuencia del CNE, hechos prohibidos por la ley. En estos "puntos rojos", los partidarios del gobierno estarían exigiendo a las personas escanear el código QR del carnet de la patria luego de ejercer el sufragio, con el fin de llevar un registro de las personas que votan y que los votantes cobren el bono prometido por Maduro. En algunos casos hubo presencia de puntos rojos a menos de 50 metros de los centros electorales y hasta dentro de los mismos, en violación al Acuerdo de Garantías Electorales suscrito por los candidatos presidenciales. Falcón hizo un llamado a los efectivos de las Fuerzas Armadas para que hicieran respetar la Constitución, en alusión a las irregularidades, pero estos respondieron que no podían hacer nada pues solo habían recibido órdenes de resguardar los centros de votación.
Javier Bertucci sugirió que podría desconocer los resultados de las elecciones debido a las 380 denuncias asociadas a la compra de votos que registradas por su comando de campaña, señalando al oficialismo de usar comida y dinero para comprar votos durante las elecciones. Bertucci adelantó que tiene un equipo de abogados en la sede principal del CNE para formalizar las denuncias sobre las cuales aseguró que tienen fotos y vídeos. Henri Falcón denunció haber recibido al menos 350 reportes de irregularidades relacionadas con el voto asistido y a la coacción con el Carnet de la Patria, y declaró que tenían "serios cuestionamientos al proceso porque no se ha actuado con diligencia" y "centenares de denuncias solo de instalación de puntos rojos”. El constituyente Diosdado Cabello declaró que “no hay ningún reporte de irregularidades en toda Venezuela” y que solo hubo un incidente solventado en el municipio El Hatillo en Caracas, donde un grupo de personas intentó impedir la constitución de las mesas de votación en un centro electoral, contradiciendo a los candidatos.
Uno de estos casos ocurrió en las afueras de la Unidad Educativa Manuel Aguirre, en la parroquia Petare de Caracas, un grupo de personas se concentró desde las 7:00 de la mañana. De acuerdo con una denuncia realizada por el medio El Pitazo, la aglomeración de los ciudadanos en el centro a tempranas horas se debió a que escaneaban el carnet de la patria de los electores, presuntamente antes de votar. El escaneo del carnet consiste en que miembros de consejos comunales locales u otros ciudadanos utilizan una aplicación creada por el gobierno para verificar el código QR que está en el carnet. De esta forma se notificaría al Ejecutivo el registro del portador para que le sea depositado dinero en su cuenta, usualmente montos que no llegan a los Bs. 4 millones.
El diputado Tomás Guanipa denunció al mediodía que efectivos de la Fuerzas Armadas transportaban cajas de los Comité Locales de Abastecimiento y Producción (CLAP) hacia el colegio Mi Mundo Estudiantil ubicado en El Junquito en Caracas.
El medio de comunicación Contrapunto también denunció que dentro del liceo Miguel Antonio Caro, centro de votación donde sufraga Nicolás Maduro, se encontraba instalado un "punto rojo", lo cual violaba el acuerdo al que habían llegado los candidatos presidenciales conjuntamente con el CNE, en el cual se establecía que estos "puntos de apoyo" debían estar a un perímetro de 200 metros del lugar de votación.
El CNE contabilizó un total de 17 denuncias asociadas al voto asistido y a la instalación de puntos políticos dentro del perímetro de los centros de votación durante las primeras seis horas del proceso electoral. La presidenta del Consejo, Tibisay Lucena, informó que se habían recibido cuatro acusaciones en el estado Barinas, una en Distrito Capital y 11 en el estado Lara asociadas a los puntos políticos dentro del perímetro. y agregó que en el estado Zulia se registró una denuncia relacionada con el voto asistido, recordando que es ilegal que un solo ciudadano asista a varios electores y que no se puede acompañar de forma múltiple.

#### Desconocimiento del proceso electoral
Luego de haberse cerrado los centros electorales y antes de que el CNE anunciara los resultados, el candidato Henri Falcón dio un discurso público en donde criticó duramente el desarrollo de los comicios reiterando las denuncias sobre compra de votos y la instalación de "puntos rojos" cerca y dentro de los centros electorales. Añadió a estas denuncias que simpatizantes del gobierno aplicaron tácticas de coacción a testigos de mesa pertenecientes al partido de Falcón, impidiéndoles entrar a los centros de votación. En vista de todas las irregularidades que el candidato señalaba, Falcón manifestó que se había violentado no solo el acuerdo electoral entre candidatos y el CNE, sino también la Constitución y las leyes venezolanas, por lo tanto no reconocería el proceso electoral como legítimo y que por todas las faltas cometidas en este proceso, los comicios presidenciales debían repetirse.

## Encuestas de opinión

### Abstención
Según una encuesta publicada el 7 de febrero por Meganálisis, con 1120 encuestados y un margen de error de 3,2 %, solo el 29 % de los encuestados planea votar en las elecciones presidenciales. Según otra encuesta de Meganálisis publicada el 6 de marzo, solo un 17,4 % de la población estaría dispuesta a salir a votar, comparado con un 61,7 % que asegura que no saldrá a votar. La encuesta señala que un 80,2 % no está de acuerdo con la reelección de Maduro por un periodo de seis años más y que un 80,7 % asegura que no creerá en los resultados que emita el CNE. Por otro lado, una encuesta realizada por Datanálisis el 10 de abril, con 1000 encuestados y un margen de error de 3 %, indicó que el 57 % de los venezolanos planea votar en las presidenciales. Otra encuesta realizada por Datincorp el 62 % de los encuestados piensa votar en las elecciones presidenciales.
Mientras que el Observatorio Latinoamericano de Desarrollo Sostenible (OLDS) indicó que la participación se posicionaría cercana al 45% tras observar el deterioro de la confianza del electorado, lo cual supondría la participación más baja de la historia democrática venezolana en una elección presidencial. El 20 de mayo, el día de las elecciones, Meganálisis volvió a publicar una encuesta antes de los resultados electorales en el que estimaba que la participación en el proceso fue de 17,32% del padrón electoral, aproximadamente 3 594 040 votantes, después de una serie de boletines publicados durante los comicios.

### Encuestas recientes
| Encuestadora                                                     | Fecha realizada                   | Tamaño de muestra |             |           |                    | No vota |
| Encuestadora                                                     | Fecha realizada                   | Tamaño de muestra | Maduro PSUV | Falcón AP | Bertucci EL CAMBIO | No vota |
| Encuestadora                                                     | Fecha realizada                   | Tamaño de muestra |             |           |                    | No vota |
| Venebarometro                                                    | 19 de mayo de 2018                | 1200              | 23,4 %      | 29,2 %    | 17,2 %             |         |
| Varianzas                                                        | 10-16 de mayo de 2018             | 1000              | 23,7 %      | 32,2 %    | 14,8 %             | 28,5 %  |
| Hercon                                                           | 9-16 de mayo de 2018              | 1000              | 28,7 %      | 38,1 %    | 9,3 %              | -       |
| Datanalisis                                                      | 8-15 de mayo de 2018              | -                 | 20 %        | 33 %      | 18 %               | -       |
| Poder y Estrategia                                               | 8-11 de mayo de 2018              | 973               | 15,9 %      | 21,4 %    | 10,1 %             | 28,1%   |
| Datanalisis                                                      | 10 de mayo de 2018                | 1000              | 16,7 %      | 27,6 %    | 13,3 %             | -       |
| Consultores 30.11                                                | 26 de abril - 6 de mayo           | 900               | 48,4%       | 36,3 %    | 11,7 %             |         |
| Consultores 21                                                   | 25 de abril - 3 de mayo           | 1000              | 24,1 %      | 42,4 %    | 7 %                | 14,1 %  |
| CECA Consultores                                                 | 21 de abril - 3 de mayo           | 800               | 33 %        | 41%       | 13 %               | -       |
| ICS                                                              | 20 de abril - 4 de mayo           | 3000              | 55,9 %      | 25,4 %    | 16,2 %             | -       |
| Hinterlaces                                                      | 20 de abril - 2 de mayo           | 1580              | 48 %        | 31 %      | 14 %               | -       |
| Hinterlaces                                                      | 2-18 de abril de 2018             | 1580              | 51 %        | 28 %      | 16 %               | 5 %     |
| Meganalisis                                                      | 18 de abril de 2018               | 1050              | 15,3 %      | 6,2 %     | 0,9 %              | 65,7 %  |
| Delphos                                                          | 13 de abril de 2018               | 1200              | 42 %        | 30 %      | -                  | -       |
| Datanalisis                                                      | 11 de abril de 2018               | -                 | 32 %        | 37 %      | 14 %               | 17 %    |
| Datincorp                                                        | 9 de abril de 2018                | 1000              | 22 %        | 34%       | 9 %                | 17 %    |
| Datanalisis                                                      | 8 de abril de 2018                | 800               | 34%         | 40 %      | -                  | -       |
| Datanalisis                                                      | 19-29 de marzo de 2018            | 800               | 34,3 %      | 41,4 %    | -                  |         |
| Consultores 21                                                   | 16-22 de marzo de 2018            | 400               | 19,6 %      | 28 %      | -                  | 14,1 %  |
| Hinterlaces                                                      | 11 de marzo de 2018               | 1580              | 55 %        | 11 %      | 2 %                | 17 %    |
| Datanalisis                                                      | 5 de marzo de 2018                | -                 | 28 %        | 39 %      | 19 %               | -       |
| Meganalisis                                                      | 27 de febrero-4 de marzo de 2018  | 1,090             | 13,7 %      | 3,5 %     | 0,03 %             |         |
| Datincorp                                                        | 19 de febrero de 2018             | 1,499             | 28 %        | 31 %      | -                  |         |
| Datanalisis Archivado el 7 de marzo de 2018 en Wayback Machine.  | 1-14 de febrero de 2018           | 1,000             | 26,1 %      | 38,0 %    | -                  |         |
| Hercon Archivado el 11 de septiembre de 2020 en Wayback Machine. | 24 de enero-13 de febrero de 2018 | 1200              | 19,5 %      | 6,9 %     | -                  |         |
| Consultores 30.11                                                | 8 de febrero de 2018              | -                 | 32 %        | 10,5 %    | -                  |         |
| Ivad                                                             | 25 de enero–5 de febrero de 2018  | 1200              | 17,6 %      | 23,6 %    | -                  |         |
| Meganalisis                                                      | 22–27 de enero de 2018            | 1120              | 9.4 %       |           |                    | 52.3%   |

### Encuestas (MUD)
| Fecha realizada                          | Encuestadora                                                           | Tamaño de muestra | MUD     | GPP    | Otros   | Indeciso | Ventaja |
| ---------------------------------------- | ---------------------------------------------------------------------- | ----------------- | ------- | ------ | ------- | -------- | ------- |
| 10 de enero de 2018                      | Datincorp                                                              | 1009              | 55 %    | 21 %   | -       | 4 %      | 34 %    |
| 10 de enero de 2018                      | Datincorp                                                              | 1009              | 59 %    | 19 %   | -       | -        | 40 %    |
| 14 de diciembre de 2017                  | Delphos                                                                | -                 | 52.8 %  | 27.7 % | -       | 10.6 %   | 25.1 %  |
| 7 de diciembre de 2017                   | Venebarometro                                                          | 1200              | 46.3 %  | 28.6 % | -       | 25.1 %   | 17.7 %  |
| 10 de noviembre –23 de noviembre de 2017 | Datanalisis                                                            | 997               | 44,4 %  | 9 %    | -       | -        | 35.4 %  |
| 20–29 de agosto de 2017                  | Hercon Archivado el 8 de julio de 2020 en Wayback Machine.             | 1,200             | 56.1 %  | 15. 6% | 3,3 %   | 25.1 %   | 40.5 %  |
| 10–17 de mayo de 2017                    | UCV                                                                    | 1,200             | 52 %    | 14 %   | 22 %    | 12 %     | 38 %    |
| 28 de enero – 8 de febrero de 2017       | Venebarometro Archivado el 8 de julio de 2020 en Wayback Machine.      | 1,200             | 44.8 %  | 25.8 % | 23.4 %  | 6.1 %    | 29.0 %  |
| 20 de enero – 6 de febrero de 2017       | Hercon Archivado el 16 de marzo de 2017 en Wayback Machine.            | 1,200             | 55.4 %  | 19.9 % | 16 %    | 8.6 %    | 35.5 %  |
| 29 de noviembre –12 de diciembre de 2016 | Datanalisis                                                            | 1200              | 58 %    | 14.4 % | -       | 9.6 %    | 43.6 %  |
| 15–30de noviembre de 2016                | Hercon Archivado el 8 de julio de 2020 en Wayback Machine.             | 1300              | 53.13 % | 22.1 % | 15.53 % | 9.13 %   | 31.03 % |
| 12–24 de noviembre de 2016               | Venebarometro Archivado el 20 de diciembre de 2016 en Wayback Machine. | 1200              | 52.8 %  | 26.5 % | 14.4 %  | 6.3 %    | 26.3 %  |
| 20-24 de julio de 2016                   | Meganalisis                                                            | 1220              | 66.1 %  | 23.2 % | -       | 10.6 %   | 52.5 %  |
| 1-16 de abril de 2016                    | Hercon                                                                 | 1200              | 73.2 %  | 20.7 % | -       | -        | 42.9 %  |
| 5-15 de septiembre de 2015               | Venebarometro                                                          | 1200              | 70.9 %  | 17 %   | -       | 12.1 %   | 53.9 %  |
| 8-16 de agosto de 2015                   | Ivad                                                                   | 1,200             | 69.2 %  | 18.1 % | -       | 18.1 %   | 51.1 %  |
| 29 de septiembre de 2014                 | Ivad                                                                   | 800               | 61.1 %  | 26.8 % | -       | 12.1     | 34.3 %  |
| 4 de junio de 2014                       | Hercon                                                                 | -                 | 62.5 %  | 27.1 % | -       | 10.4 %   | 35.4 %  |
| 10-22 de abril de 2014                   | Venebarometro                                                          | 1200              | 49.6 %  | 34.6 % | -       | 15.8 %   | 15 %    |
| 10-26 de marzo de 2014                   | ICS                                                                    | 1400              | 33.7 %  | 55.8 % | -       | 9.2 %    | 22.1 %  |
| 14 de febrero - 14 de marzo de 2014      | Keller                                                                 | 1200              | 48 %    | 34 %   | 3 %     | 10 %     | 14 %    |
| 19 de julio-26de julio de 2013           | Ivad                                                                   | -                 | 45.1 %  | 39.3 % | -       | 15.7 %   | 5.8 %   |
| 17 de junio–6 de julio de 2013           | Varianzas                                                              | 2,000             | 50 %    | 44.6 % | -       | 5.4 %    | 5.4 %   |
| 2 de mayo – 11 de mayo de 2013           | Hercon                                                                 | 1,300             | 54.8 %  | 40.4 % | -       | 4.8 %    | 14.4 %  |
| 28 de abril – 5 de mayo de 2013          | Ivad                                                                   | 1,200             | 45.8 %  | 40.8 % | -       | -        | 5 %     |

### Encuestas anteriores (MUD)
| Encuestadora  | Fecha realizada                      | Tamaño de muestra |          |        |        |        |          |
| Encuestadora  | Fecha realizada                      | Tamaño de muestra | Capriles | Ramos  | López  | Otros  | Indeciso |
| ------------- | ------------------------------------ | ----------------- | -------- | ------ | ------ | ------ | -------- |
| Venebarametro | 23 de octubre—7 de noviembre de 2017 | 889               | 12.6 %   | 7.3 %  | 23.8%  | 47.3 % | 9 %      |
| Hercon        | 20–29 de agosto de 2017              | 1,2               | 16.2 %   | 8.1 %  | 20.3 % | 16.4 % | 39 %     |
| Hercon        | 15–30 de abril de 2017               | 1,2               | 25.1 %   | 29.5 % | –      | 4.9 %  | 16.5 %   |
| Datanalisis   | 29 noviembre–12 de diciembre de 2016 | 1,2               | 16.9 %   | 4.7 %  | 21.2 % | 1 %    | 18.5 %   |
| Hercon        | 25 septiembre–10 de octubre de 2016  | 1,2               | 25.8 %   | 33.6%  | –      | –      | 40.5 %   |
| Datanalisis   | Julio de 2015                        | 1                 | 17.3 %   | -      | 25.2 % | 12.7 % | 12.6 %   |
| Datanalisis   | Enero-febrero de 2015                | 1                 | 17.4 %   | -      | 20 %   | 17.3 % | 16.6 %   |

## Resultados
|  | 67.84 % |

|  | 20.93 % |

|  | 10.82 % |

|  | 0.39 % |

### Resultados por partido político
|  | 57.31 % |

|  | 13.91 % |

|  | 10.82 % |

|  | 9.75 % |

|  | 6.39 % |

|  | 4.15 % |

|  | 3.93 % |

|  | 1.85 % |

|  | 5.60 % |

El Movimiento Somos Venezuela, creado por el candidato oficialista Nicolás Maduro para tener otra opción de voto aparte de la tarjeta del PSUV, la más popular dentro del oficialismo, recibió incluso menos votos que las tarjetas del sector de la oposición.

### Resultados por estado
| Estado                              | Electores  | Participación | %participación | Candidato      | Candidato      | Candidato    | Candidato    | Candidato       | Candidato       | Candidato        | Candidato        |
| Estado                              | Electores  | Participación | %participación | Nicolás Maduro | Nicolás Maduro | Henri Falcón | Henri Falcón | Javier Bertucci | Javier Bertucci | Reinaldo Quijada | Reinaldo Quijada |
| Estado                              | Electores  | Participación | %participación | Votos          | %              | Votos        | %            | Votos           | %               | Votos            | %                |
| ----------------------------------- | ---------- | ------------- | -------------- | -------------- | -------------- | ------------ | ------------ | --------------- | --------------- | ---------------- | ---------------- |
| Amazonas                            | 109 849    | 58 828        | 53,83%         | 35 641         | 61,49          | 16 759       | 28,91        | 5 425           | 9,36            | 131              | 0,22             |
| Anzoátegui                          | 1 111 436  | 544 698       | 49,13%         | 325 836        | 60,84          | 129 088      | 24,1         | 79 211          | 14,79           | 1 414            | 0,26             |
| Apure                               | 350 857    | 187 093       | 53,58%         | 127 849        | 69,42          | 32 281       | 17,58        | 23.514          | 12,76           | 421              | 0,22             |
| Aragua                              | 1 275 083  | 616 010       | 48,42%         | 430 439        | 71,39          | 119 269      | 19,78        | 49 424          | 8,19            | 3 807            | 0,63             |
| Barinas                             | 579 179    | 249 629       | 43,19%         | 146 811        | 59,66          | 72 397       | 29,42        | 26 488          | 10,76           | 348              | 0,14             |
| Bolívar                             | 1 014 634  | 438 .653      | 43,6%          | 259 198        | 59,95          | 61 776       | 14,28        | 107 440         | 24,85           | 3 931            | 0,9              |
| Carabobo                            | 1 625 817  | 737 383       | 45,38%         | 475 509        | 65,66          | 113.920      | 15,73        | 130 813         | 18,06           | 3 872            | 0,53             |
| Cojedes                             | 255 306    | 158 276       | 62,45%         | 103 847        | 67,13          | 39 087       | 25,26        | 11 398          | 7,36            | 358              | 0,23             |
| Delta Amacuro                       | 124 289    | 74 076        | 60,23%         | 49 629         | 68,09          | 13 356       | 18,32        | 9 531           | 13,07           | 363              | 0.49             |
| Distrito Capital                    | 1 697 224  | 757 649       | 44,65%         | 522 012        | 71,42          | 142 352      | 19,47        | 61 954          | 8,47            | 4 525            | 0,61             |
| Falcón                              | 692 045    | 335 489       | 48,48%         | 195 076        | 59,33          | 81 743       | 24,86        | 50 361          | 15,31           | 1 597            | 0,48             |
| Guárico                             | 556 277    | 291 949       | 52,61%         | 211 049        | 73,49          | 43 551       | 15,16        | 30 949          | 10,77           | 1 600            | 0,55             |
| Lara                                | 1 325 181  | 668 035       | 50,44%         | 439 108        | 66,82          | 164 646      | 25,05        | 52 130          | 7,93            | 1 180            | 0,17             |
| Mérida                              | 620 649    | 229 565       | 37%            | 149 129        | 66,72          | 59 994       | 26,84        | 13 879          | 6,2             | 496              | 0,22             |
| Miranda                             | 2 120 231  | 888 863       | 41,94%         | 664 309        | 76,23          | 142 051      | 16,3         | 62 010          | 7,11            | 2 971            | 0,34             |
| Monagas                             | 650 615    | 343 623       | 52,93%         | 219 544        | 64,88          | 79 574       | 23,51        | 37 200          | 10,99           | 2 063            | 0,6              |
| Nueva Esparta                       | 363 129    | 164 088       | 45,35%         | 113 101        | 70,26          | 35 347       | 21,96        | 12 132          | 7,53            | 374              | 0,23             |
| Portuguesa                          | 641 463    | 373 230       | 58,19%         | 243 032        | 66,07          | 81 663       | 22,2         | 42 450          | 11,54           | 640              | 0,17             |
| Sucre                               | 672 840    | 372 036       | 55,74%         | 244 672        | 66,61          | 91 159       | 24,82        | 30 682          | 8,35            | 761              | 0,2              |
| Táchira                             | 845 095    | 234 598       | 27,76%         | 155 633        | 68,14          | 53 832       | 23,57        | 17 958          | 7,86            | 965              | 0,42             |
| Trujillo                            | 548 135    | 293 023       | 53,54%         | 185 878        | 64,7           | 79 444       | 27,65        | 21 294          | 7,41            | 640              | 0,22             |
| Vargas                              | 293 727    | 141 275       | 48,3%          | 101 630        | 74,66          | 25 539       | 18,76        | 8 213           | 6,03            | 727              | 0,53             |
| Yaracuy                             | 452 331    | 293 728       | 65,07%         | 180 200        | 62,97          | 86 062       | 30,07        | 18 928          | 6,61            | 966              | 0,33             |
| Zulia                               | 2 493 001  | 937 259       | 37,66%         | 669 646        | 72,14          | 162 951      | 17,55        | 93 252          | 10,04           | 2 282            | 0,24             |
| Total                               | 20 526 978 | 9 389 056     | 46,07%         | 6 248 864      | 67,84%         | 1 927 958    | 20,93        | 1 015 895       | 10,82           | 36 246           | 0,39             |
| Fuente: Consejo Nacional Electoral. |            |               |                |                |                |              |              |                 |                 |                  |                  |

## Reacciones

### Internacionales

#### Organizaciones internacionales supranacionales
- Organización de Naciones Unidas: El 23 de marzo un oficial de las Naciones Unidas informó que la organización no ofrecería asistencia electoral en las elecciones, sin detallar los motivos. El portavoz Farhan Haq informó que se le envió una carta a las autoridades venezolanas sobre su solicitud por expertos electorales, pero no explicó su contenido.[179]

- OHCHR: El Alto Comisionado de la ONU para los Derechos Humanos Zeid Ra'ad Al Hussein señaló que la situación política y social en Venezuela no reúne "las mínimas condiciones" para poder celebrar elecciones presidenciales e indicó que la libertad de expresión, la asociación y la asamblea pacífica están siendo reprimidas y severamente restringidas por el gobierno de Nicolás Maduro.[180]

- Organización de los Estados Americanos: La OEA aprobó con 19 votos el 23 de febrero en una sesión extraordinaria apoyada por su secretario general Luis Almagro una resolución que insta al gobierno venezolano a reconsiderar la convocatoria de elecciones presidenciales y presentar un nuevo calendario electoral que haga posible la realización de elecciones con todas las garantías necesarias. Los países que estuvieron a favor de la resolución fueron Argentina, Bahamas, Barbados, Brasil, Canadá, Chile, Colombia, Costa Rica, Estados Unidos, Guatemala, Guyana, Honduras, Jamaica, México, Panamá, Paraguay, Perú, Santa Lucía y Uruguay.[181][182] La OEA aprobó con 19 votos el 5 de junio de 2018 una resolución en la cual se desconocen los resultados de las elecciones del 20 de mayo donde se proclamó ganador a Nicolás Maduro Moros, los países que estuvieron a favor fueron  Argentina, Bahamas, Barbados, Brasil, Canadá, Chile, Colombia, Costa Rica, Estados Unidos, Guatemala, Guyana, Honduras, Jamaica, México, Panamá, Paraguay, Perú, República Dominicana y Santa Lucía.[183][184]

- Unión Europea: El 8 de febrero el Europarlamento aprobó una resolución con 480 votos a favor, 51 en contra y 70 abstenciones exigiendo la aplicación de sanciones contra el presidente Nicolás Maduro, el vicepresidente Tareck el Aissami y otros oficiales al considerarlos «responsables del agravamiento de la crisis».[185][186] El 3 de mayo la Eurocámara aprobó por una amplia mayoría de 492 votos a favor, 87 en contra y 77 abstenciones una resolución que rechaza las elecciones presidenciales y pide su “suspensión inmediata“. La resolución condena “de manera enérgica” la convocatoria de los comicios convocados por la ANC e insiste en que la Unión Europea solo reconocerá unas elecciones “que estén basadas en un calendario electoral viable, sean acordadas en el contexto del diálogo nacional con todos los actores y partidos políticos relevantes, y en las que se cumplan unas condiciones de participación equitativas, justas y transparentes“; los eurodiputados añadieron que ello incluye “el levantamiento de las prohibiciones que pesan sobre los políticos de la oposición, la liberación de los presos políticos, la composición equilibrada de un Consejo Electoral Nacional imparcial y la existencia de garantías suficientes, entre ellas, el seguimiento por parte de observadores internacionales independientes”, reclamando que se convoquen “con carácter inmediato elecciones que cumplan todas las normas internacionales, en plena consonancia con los criterios de la OEA” y aclarando que la Unión Europea no enviará ninguna misión de observación electoral a ese país al no reconocer como legítimos esos comicios como institución.[187] El 28 de mayo los cancilleres de los 28 países de la UE anunciaron que ampliarían la lista de sanciones contra el régimen de Nicolás Maduro en respuesta a las irregularidades y obstáculos detectados durante las elecciones presidenciales. “Los últimos acontecimientos en Venezuela han alejado aún más la posibilidad de una solución constitucional negociada que garantice el respeto de la democracia, el Estado de derecho y los derechos humanos”, expresaron a través de un comunicado.[188] Representantes miembros del Grupo de Lima, liderado por la entonces canciller peruana Cayetana Aljovín expresando que no reconocerá las elecciones venezolanas.

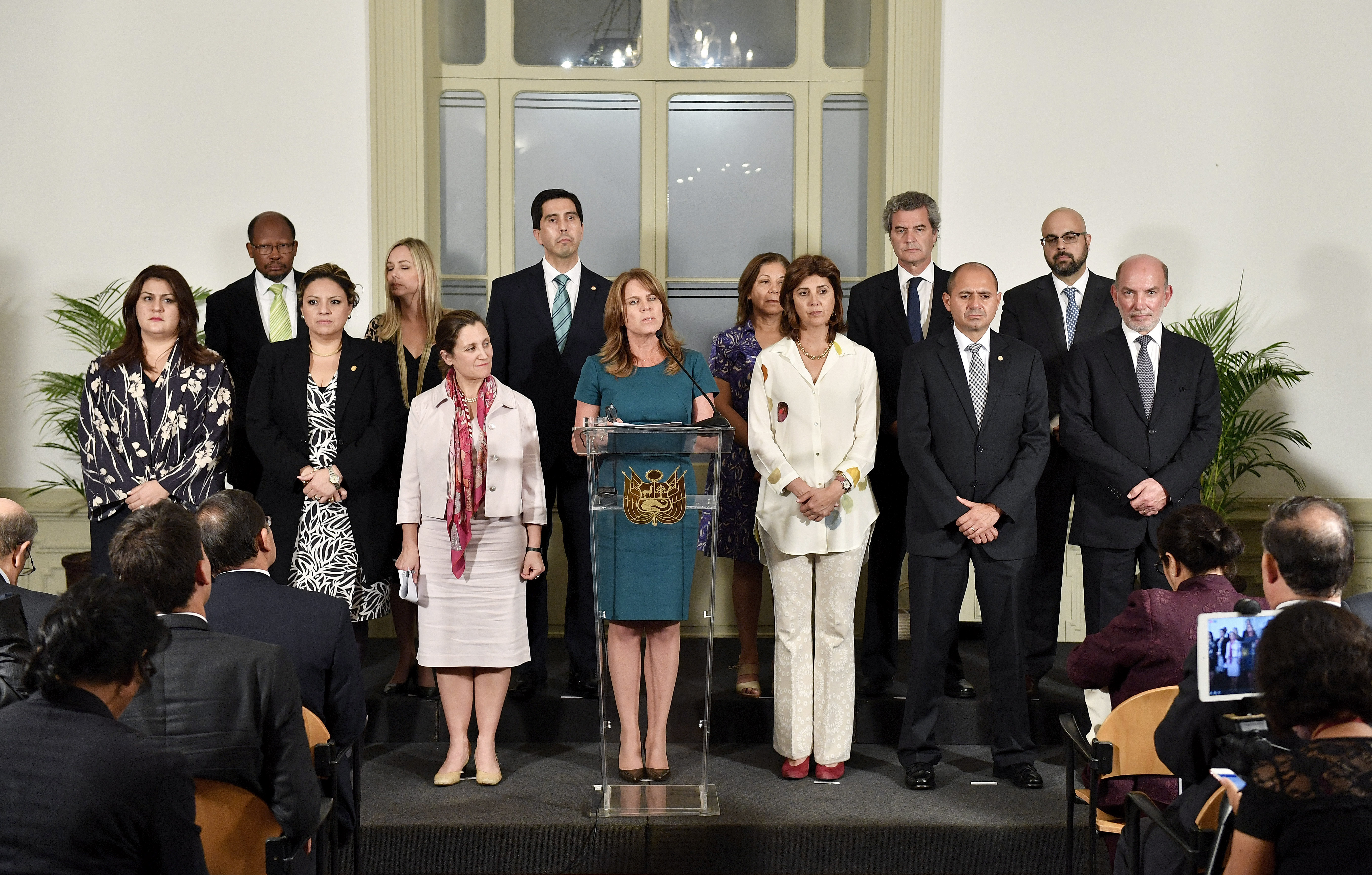
Representantes miembros del Grupo de Lima, liderado por la entonces canciller peruana Cayetana Aljovín expresando que no reconocerá las elecciones venezolanas.

- Grupo de Lima: El Grupo de Lima rechazó la convocatoria de las elecciones presidenciales en una reunión en la que estuvieron presentes cancilleres y representantes de Argentina, Brasil, Canadá, Chile, Colombia, Costa Rica, Guatemala, Guyana, Honduras, México, Panamá, Paraguay, Perú y Santa Lucía.[189]

- Comisión Interamericana de Derechos Humanos: Después del período de sesiones de la CIDH el 10 de mayo,[190] la comisión publicó un comunicado en el que consideró que "el proceso de convocatoria a elecciones no cumple con los estándares internacionales, los tiempos han sido manejados de modo imprevisible y arbitrario, no ha sido consensuado con las fuerzas de oposición", que el órgano electoral venezolano "no es un órgano independiente e imparcial, capaz de garantizar la aplicación igualitaria de la ley electoral y de los derechos políticos", aseguró que las elecciones tendrían lugar en el marco "de la no validación de partidos políticos", "inhabilitaciones de funcionarios públicos" y "plazos insuficientes y requisitos irrazonables" y alertó de que la "convocatoria apresurada (...) ha afectado seriamente la garantía del voto universal y su acceso para los nuevos electores y personas venezolanas en el extranjero". La comisión concluyó que la elección "no cuenta actualmente con las condiciones mínimas necesarias para la realización de elecciones libres, justas y confiables en Venezuela", instó al Estado a "adoptar las medidas necesarias para realizar otro proceso de elecciones genuinas que hagan efectivo el ejercicio del derecho al sufragio libre".[191][192]

#### Gobiernos
- Alemania: El ministro de Relaciones Exteriores de Alemania, Heiko Maas, se pronunció sobre los comicios, declarando: “Éstas no fueron las elecciones libres y justas que el pueblo venezolano merece”.[193] El país europeo expresó lo siguiente: "El gobierno alemán llama al gobierno venezolano y a todas las instituciones implicadas en los preparativos de los comicios que garanticen que la votación sea celebrada con suficiente margen de tiempo”.[194]

- Antigua y Barbuda: El primer ministro de Antigua y Barbuda, Gaston Browne, ha expresado su apoyo a las elecciones, declarando que Maduro es elegido democráticamente.[195]

- Argentina: El presidente argentino Mauricio Macri expresó: "Maduro dice que realizará unas elecciones presidenciales haciéndole creer al mundo que son democráticas pero no permite que los opositores participen (…) Argentina no reconocerá esas elecciones”.[196]

- Canadá: El gobierno canadiense emitió un comunicado que reza lo siguiente: “Canadá rechaza la decisión unilateral del régimen de tener elecciones presidenciales en Venezuela en el primer trimestre del año. La decisión del Tribunal Supremo hace imposible tener unas elecciones democráticas, transparentes y creíbles”.[197] La embajada de Canadá aseguró que la postergación de las elecciones no cambiaba la situación, insistiendo que no pueden existir una democracia y unas elecciones libres en un contexto en el que hay prisioneros políticos, limitaciones a la libertad de prensa y arresto domiciliario para dirigentes de la oposición.[198]

- Chile: El presidente chileno Sebastián Piñera, a principios de mayo de 2018, llamó de “fraudulentas” a las elecciones venezolanas y dijo que “Chile, por supuesto, no [las] va a reconocer”; asimismo, el mandatario ha calificado al gobierno de Maduro como una dictadura.[199] Anteriormente, el canciller chileno del gobierno de Michelle Bachelet, Heraldo Muñoz había asegurado que fue un “retroceso enorme” la decisión de fines de 2017 de que “no [podrían] participar en las elecciones presidenciales aquellos partidos que no hubiesen participado en las elecciones municipales anteriores”.[200]

- Colombia: El presidente colombiano Juan Manuel Santos reiteró que Colombia no reconocería los resultados de lo que definió como una elección «injusta».[155]

- Costa Rica: Respaldó el pronunciamiento de la OEA y recalcó «Costa Rica se une al llamado para que el gobierno de Venezuela implemente las medidas necesarias para evitar el agravamiento de la situación humanitaria, incluida la aceptación de la asistencia ofrecida por la comunidad internacional».[201]

- Cuba: El canciller cubano, Bruno Rodríguez Parrilla afirmó que los esfuerzos por no reconocer las próximas elecciones eran "completamente antidemocráticos"[202]

- España: El ministro de exteriores de España, Alfonso Dastis expresó: “Si se restringen los derechos del sufragio pasivo de la oposición, no parece que se puedan celebrar elecciones limpias, justas y equitativas”, afirmó.[203] El 12 de abril el Congreso de los Diputados de España realizó la votación de una moción que introdujo el partido Ciudadanos, aprobado con 164 votos a favor y acordando desconocer el proceso electoral, exigiendo su suspensión para darle paso unas elecciones presidenciales libres en condiciones justas y democráticas.[204]

- Estados Unidos: El Departamento de Estado de los Estados Unidos señaló mediante un comunicado que las elecciones presidenciales «no tienen el acuerdo de todos los partidos políticos y limitan la capacidad de las personas para participar en las elecciones».[186] El 9 de mayo el vicepresidente Mike Pence hizo un llamado al gobierno de Maduro a que "restaure las instituciones democráticas, deje de lado esta elección simulada que se avecina en los próximos días, restablezca la democracia en su país y lo abra a la ayuda humanitaria“.[205]
- México: México emitió un comunicado donde le pidió a Venezuela el conteo final de las actas electorales e informes detallados de los resultados.[206]

- Países Bajos: El ministro de Asuntos Exteriores neerlandés, Stef Blok, indicó que muchos de los oponentes del presidente Nicolás Maduro están en prisión y la economía está tan mal que utilizó el país de ejemplo para mostrar "cómo se puede lleva una economía hasta el punto de la demolición", así mismo anunció que no reconocían los resultados.[207]

- Panamá: La vicepresidenta panameña Isabel Saint Malo, indicó que en el país sudamericano no hay condiciones mínimas para que los comicios se den en un ámbito democrático.[208]

- Paraguay: El canciller paraguayo, Eladio Loizaga indicó que las elecciones presidenciales en Venezuela no son "sinónimo de democracia" mientras haya «partidos opositores inhabilitados y presos políticos».[209]

- Perú: Con el respaldo del Grupo de Lima, la canciller peruana Cayetana Aljovín informó que la presencia del presidente Maduro en la Cumbre de las Américas «no será bienvenida en dicho encuentro», citando a la declaración de Quebec de 2001, la cual señala que «la ruptura de la democracia constituye un obstáculo insuperable para la participación de un Estado en la Cumbre de las Américas».[189]

- Reino Unido: El secretario de Asuntos Exteriores de Reino Unido, Boris Johnson, rechazó mediante un comunicado las elecciones presidenciales que se llevaron a cabo en Venezuela el 20 de mayo, indicando que el proceso no fue “ni libre ni justo” y que, a su juicio, ha desgastado la democracia venezolana.[210]

- Rusia: Rusia ha prometido apoyo para las elecciones.[211]

- Uruguay: El canciller uruguayo Rodolfo Nin Novoa reflexionó sobre la situación de Venezuela: “¿Uruguay iría a unas elecciones con dirigentes políticos presos?, ¿Iría con un poder judicial que además responde a directivas del Poder Ejecutivo con partidos proscritos? Yo creo que no y lo que no queremos para nosotros no podemos quererlo para otros”.[212]

### Nacionales
- Tribunal Supremo de Justicia de Venezuela en el exterior: El 7 de mayo el TSJ en el exilio notificó al CNE sobre la suspensión e inhabilitación de Nicolás Maduro para el ejercicio de cargos públicos en una comunicación suscrita por la Sala Plena, instando al poder electoral que impidiese la participación de Maduro en procesos electorales hasta la culminación del proceso judicial en su contra por corrupción en contrataciones con la empresa Odebrecht.[213] El 15 de mayo la Sala Electoral del tribunal anuló la convocatoria de las elecciones presidenciales, declarando nulo decreto 6.361 del 23 de enero de 2018 emanado de la Asamblea Constituyente y la convocatoria realizada por el Consejo Nacional Electoral (CNE), sentenciando que «todo acto dictado por esa agrupación de personas denominada Asamblea Nacional Constituyente es nulo como írrito el acto comicial a destiempo y desconociendo taxativamente lo establecido en el artículo 20 de la Constitución de la República Bolivariana de Venezuela».[214]
- La Mesa de la Unidad Democrática (MUD) confirmó el 21 de febrero de 2018 que no participaría en las elecciones ya que "no cumplen condiciones ni garantías democráticas".[215]
- Movimiento Estudiantil rechazó las elecciones a través de un comunicado por ser convocadas «fuera de los tiempos establecidos en nuestra Carta Magna» y por ser «solicitada por una instancia inconstitucional, incompetente, erguida sobre la sangre de cientos de venezolanos», considerando que las elecciones no buscan que los venezolanos elijan, «sino perpetuar el infierno y la miseria que hoy en día se vive», explicando que no participará en el proceso y exhortando a los dirigentes políticos a no acudir a las urnas para no avalar el proceso.[216][217]
- Fedecámaras publicó un comunicado en el que se exhorta a los candidatos a reconsiderar su participación en los próximos comicios al considerar que no es imparcial, transparente equilibrado y auditable, hace un llamado al CNE a suspender dicho evento y a convocar a unas nuevas elecciones que cumplan con las normas establecidas en la constitución y demás leyes vigentes y reafirmó su posición de rechazo a los comicios y a la Asamblea Nacional Constituyente por considerar que ese ente no tiene legitimidad ni facultad para convocar dicho proceso.[218]
- Conferencia Episcopal Venezolana reiteró su llamado a postergar las elecciones al considerar que están concebidas "sin las suficientes garantías que identifican todo proceso electoral libre (...)", señalando además que los comicios han estado marcados por la ausencia de emotividad que han tenido los venezolanos y que la crisis generalizada que vive el país ha traído como consecuencia “la indiferencia ante una campaña electoral que no ha tenido emociones, ni proyecto país, ni un número considerable de seguidores”.[219]
- Foro Penal Venezolano decidió no avalar la convocatoria a las elecciones presidenciales basándose en el hecho de que la Asamblea Constituyente no tiene facultades constitucionales para convocar a comicios porque solo estaría facultada para redactar una nueva Carta Magna, asegurando que estaría cometiendo una usurpación de funciones al llamar a elecciones y que la convocatoria es violatoria del derecho a los venezolanos a elegir en condiciones válidas, justas y apegadas a la Constitución.[220]
- Colegio Nacional de Periodistas instó al Plan República y a los diversos actores que forman parte del proceso de las elecciones presidenciales a respetar y facilitar el trabajo de los periodistas y comunicadores durante los comicios.[221]
- La Asociación Venezolana de Consultores Políticos (Avencopol) señaló en un comunicado que la elección presidencial “no garantizan el sufragio libre, directo y secreto de todos los venezolanos”, declarando que "no ofrece igualmente las de transparencia y equidad que garanticen una participación justa de los actores políticos y el respeto a la voluntad soberana de los ciudadanos" y que "llevar a cabo un proceso eleccionario en tales circunstancias, lejos de resultar una solución al grave problema de gobernabilidad que transita nuestra nación, solo redundará en su agravamiento”. La asociación suscribió la denuncia con otras asociaciones de consultores políticos, incluyendo Asociación Internacional, la Asociación Latinoamericana, la Asociación Mexicana, la Asociación Argentina y la Asociación Ecuatoriana de Consultores Políticos, y llamó a la sociedad civil a no participar en los comicios.[222]

#### Frente Amplio Venezuela Libre
El 8 de marzo, representantes de la sociedad civil, el Parlamento, los gremios, los sindicatos, así como voceros y rectores de las universidades, la Iglesia católica, la Iglesia evangélica, las ONG's, el Movimiento estudiantil, el chavismo disidente y partidos políticos de la MUD y la oposición independiente, conformaron el Frente Amplio Venezuela Libre, y se reunieron de manera inaugural en el Teatro Teresa Carreño, para convocar a elecciones libres. Denunciaron el adelanto de la Asamblea Nacional Constituyente de las elecciones, y exigieron elecciones libres, y llamaron a reunirse por una sola causa que es "salir del régimen venezolano". Entre las peticiones se encontraban llegar a una transición pacífica y convocar elecciones en enero de 2019. El presidente de la APUCV (Asociación de Profesores de la Universidad Central de Venezuela) Víctor Márquez, anunció acciones que tomará el Frente Amplio en los siguientes días, en las que se encuentran una movilización hacia la sede de la ONU, el desconocimiento a la Asamblea Nacional Constituyente de Venezuela y la elección que convoca, el reconocimiento a la Asamblea Nacional y el rechazo al revocatorio o "autogolpe" de esta. El padre José Virtuoso afirmó como representante de la Iglesia Católica que “es necesario sumar esfuerzos para superar la dramática situación que atraviesa Venezuela”.

## Reconocimiento

Mapa de países que reconocen las elecciones presidenciales de Venezuela
Venezuela Reconocen Desconocen

### Lista de países que no reconocen las elecciones
Albania

 Alemania

 Argentina

 Australia

 Austria

 Bahamas

 Barbados

 Bélgica

 Bosnia y Herzegovina

 Brasil

 Bulgaria

 Canadá

 Chile

 Chipre

 Colombia

 Ecuador

 Costa Rica

 Croacia

 Dinamarca

 Ecuador[cita requerida]

 Eslovaquia

 Eslovenia

 España

 Estados Unidos

 Estonia

 Finlandia

 Francia

 Georgia

 Grecia

 Guatemala

 Guyana

 Honduras

 Hungría

 Irlanda

 Islandia

 Italia

 Jamaica

 Japón

 Letonia

 Liechtenstein

 Lituania

 Luxemburgo

 Malta

 Macedonia del Norte

 Marruecos

 Moldavia

 México

 Montenegro

 Noruega

 Nueva Zelanda

 Países Bajos

 Panamá

 Paraguay

 Perú

 Polonia

 Portugal

 Reino Unido

 República Checa

 República Dominicana

 Rumania

 Santa Lucía

 Suecia

 Suiza

 Ucrania

 Corea del Sur

 Uruguay

### Lista de países que apoyaron y reconocen las elecciones
Antigua y Barbuda
 Bielorrusia
 Bolivia
 China
 Corea del Norte
 Cuba
 Dominica
 El Salvador
 Irán
 Nicaragua
 Rusia
 República Árabe Saharaui Democrática
 San Cristóbal y Nieves
 San Vicente y las Granadinas
 Siria
 Surinam
 Turquía

### Resumen de comunicados nacionales e internacionales
El candidato Henri Falcón desconoció los comicios antes del anuncio de los resultados. El rector principal del CNE y presidente de la Comisión de Participación Política y Financiamiento, Luis Emilio Rondón, anunció su desconocimiento a los resultados electorales por claramente considerar que estaban viciados, ratificando las denuncias e irregularidades de los candidatos Henri Falcón y Javier Bertucci, entre los que destacó los puntos rojos del oficialismo en las cercanías de los centros de votación, el ventajismo que predominó desde la convocatoria del proceso en enero y el uso de recursos del Estado para beneficiar la opción ganadora en el sistema nacional de medios públicos y destacando también el voto asistido, en la convocatoria que hizo la Asamblea Nacional Constituyente de la fecha, así como la firma del Acuerdo de Garantías Electorales, no solo porque no se estaban cumpliendo las normas electorales, sino que además se irrespetaron en el transcurso de la campaña electoral. Rondón ofreció a los candidatos que participaron en la contienda electoral la oficina de la Comisión de Participación Política y Financiamiento para que consignaran las irregularidades que expusieron para “organizar los reclamos que correspondan al esclarecimiento de todos estos aspectos que deslucen el proceso electoral“. La Asamblea Nacional opositora decidió "desconocer los supuestos resultados (...) y en especial la supuesta elección de Nicolás Maduro Moros como presidente de la República, quien debe ser considerado como un usurpador", según un acuerdo aprobado por el pleno. En este sentido, la alianza de partidos opositores Mesa de la Unidad Democrática (MUD) formalizó a nivel legislativo su desconocimiento a los resultados electorales.
El Grupo de Lima, integrado por Argentina, Brasil, Canadá, Chile, Colombia, Costa Rica, Guatemala, Guyana, Honduras, México, Panamá, Paraguay, Perú y Santa Lucía, anunció desconocer los resultados; los miembros decidieron reducir el nivel de sus relaciones diplomáticas, llamar a consultas a sus embajadores y convocar a los embajadores venezolanos en sus países para expresar la protesta por el proceso electoral que objetaron por “no cumplir con los estándares internacionales de un proceso democrático, libre, justo y transparente”,  como señaló un comunicado del bloque. El día de las elecciones el canciller de Chile, Roberto Ampuero, manifestó que no reconocería los resultados. Minutos después de conocerse los resultados electorales, la canciller de Panamá, Isabel Saint Malo, informó que el gobierno de Panamá no reconoce los resultados electorales. Sumándose también a dicha postura Estados Unidos a través de un comunicado.
Los líderes del G7, Alemania, Canadá, Estados Unidos, Francia, Italia, Japón y el Reino Unido, se sumaron al rechazo y no reconocimiento junto a la Unión Europea del resultado de las votaciones y denunciaron su desarrollo por “no cumplir los estándares internacionales” ni asegurar “garantías básicas”. Posteriormente, seis países reunidos por el G-20 desconocieron la reelección Maduro, la declaración conjunta tuvo lugar en Buenos Aires, donde los cancilleres se encontraron por una cumbre de los representantes de la política exterior de la mencionada organización, estas naciones son cinco pertenecientes al Grupo de Lima: Argentina, Canadá, Chile, Estados Unidos y México que ya habían mencionado que no reconocerían los resultados, y la adhesión de Australia.
El 5 de junio de 2018, la 48 asamblea general de la Organización de Estados Americanos (OEA) aprobó una resolución sobre la situación de Venezuela con 19 votos a favor (Argentina, Bahamas, Barbados, Brasil, Canadá, Chile, Colombia, Costa Rica, Estados Unidos, Guatemala, Guyana, Honduras, Jamaica, México, Panamá, Paraguay, Perú, República Dominicana y Santa Lucía), 4 en contra (Bolivia, Dominica, San Vicente y Las Granadinas y Venezuela) y 11 abstenciones (El Salvador, San Cristóbal y Nieves, Suriname, Trinidad y Tobago, Antigua y Barbuda, Belice, Granada, Haití, Ecuador, Uruguay y Nicaragua), esta resolución, en principio, desconoce las elecciones presidenciales del pasado 20 de mayo en Venezuela y, por ende, la legitimidad de Nicolás Maduro como mandatario reelecto.
Países como Ecuador y Uruguay criticaron el proceso por su falta de confiabilidad, el primero además propuso un referendo ciudadano o la repetición a corto plazo de los comicios presidenciales para refrendar la legitimidad de Nicolás Maduro, mientras el segundo criticó la invalidación de partidos políticos opositores y llamó a un diálogo verdadero entre las partes.

## Desenlace
Tibisay Lucena informó que el CNE prohibió el pago de bonos a quienes participaran en las elecciones ofrecido por el presidente y candidato a la reelección Nicolás Maduro, después de que a lo largo de la campaña electoral del oficialismo y a través de los canales del Estado, Maduro ofreciera a sus partidarios un bono en bolívares a quienes fueran a votar en los comicios. El 22 de mayo, desde el acto en el Consejo Nacional Electoral (CNE) donde fue proclamado como presidente, Nicolás Maduro anunció un “revolcón económico” mediante la creación de una comisión presidencial de asesoría económica, facultando al vicepresidente Tareck el Aissami para su instalación con los asesores económicos de todos los sectores, para reunir propuestas y poder implementarlas. El mismo día Maduro declaró como personas no gratas al encargado de negocios de la embajada de Estados Unidos en Venezuela, Todd Robinson, y el encargado de la sección política, Brian Naranjo, quienes debían retirarse en 48 horas del país.
En la semana previa a las elecciones presidenciales alrededor de 40 militares en distintas partes del país fueron arrestados. Extraoficialmente, el 16 de mayo funcionarios de la Dirección General Contrainteligencia Militar (DGCIM) aprehendieron a 12 miembros de la Fuerza Armada Nacional Bolivariana (FANB) con el rango de teniente de fragata. Tres días después, se detuvieron a 20 militares más y el 21 de mayo fueron detenidos otros seis. Entre los detenidos se encuentran seis tenientes coroneles, un primer teniente y dos sargentos pertenecientes a la promoción de 1999 del Ejército, arrestados por los cargos de delitos contra el decoro militar, traición a la patria e instigación a la rebelión. La abogada de Foro Penal, Mariana Ortega, informó que recibieron denuncias de detenciones arbitrarias.
El 24 de mayo Maduro se juramentó ante la Asamblea Nacional Constituyente, adelantando una ceremonia que debió tener lugar en enero de 2019 y ante la Asamblea Nacional como ordena el artículo 231 de la Constitución. La Asamblea Nacional aprobó un acuerdo en el que se desconocen los resultados electorales y la reelección de Maduro, quien "debe ser considerado como un usurpador". La coalición opositora de la Mesa de la Unidad Democrática (MUD) formalizó a nivel legislativo su desconocimiento a los resultados electorales. El 13 de junio la Sala Electoral del Tribunal Supremo de Justicia declaró inadmisible el recurso  interpuesto por el excandidato presidencial Henri Falcón contra actos administrativos electorales de las mesas de votación en los comicios realizados, donde se denunciaba fraude electoral.